# Condado de Chinchón

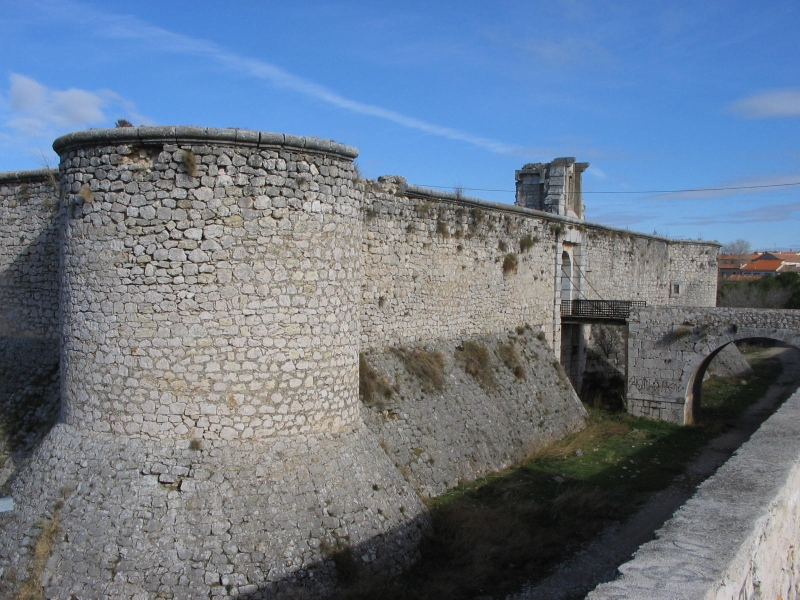
Castillo de los Condes de Chinchón en la villa de su título, provincia de Madrid.

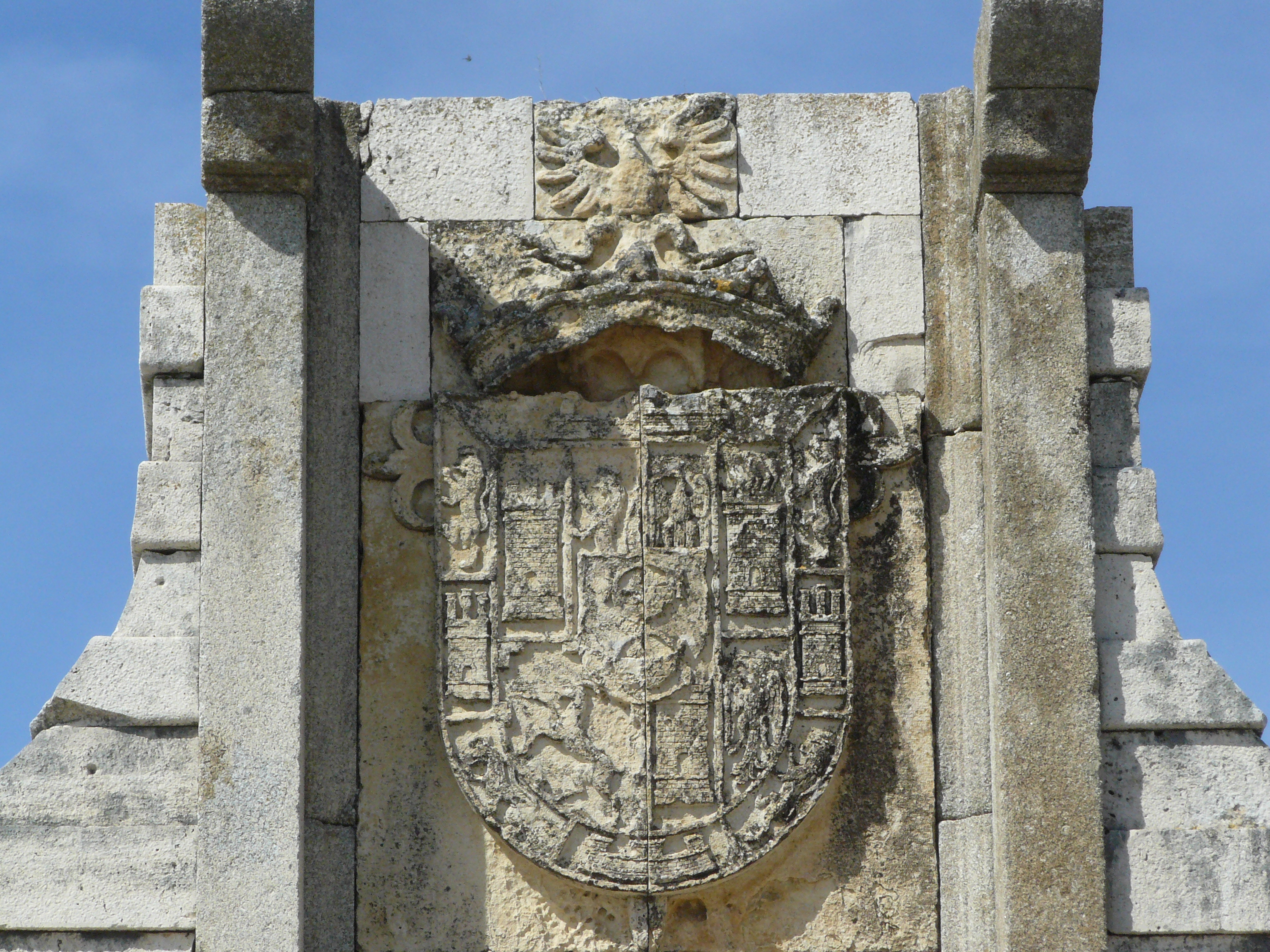
Escudo de los condes de Chinchón labrado sobre la puerta del castillo de esta villa. Trae las armas de Cabrera y Bobadilla y, brochante sobre el todo, un escusón con las de Pacheco (dos calderas jaqueladas), como homenaje clientelar a Juan Pacheco, marqués de Villena, poderoso magnate que en la corte de Enrique IV dispensó su protección a Andrés de Cabrera, favoreciendo su encumbramiento desde un modesto origen hasta el empleo de camarero mayor de dicho rey.

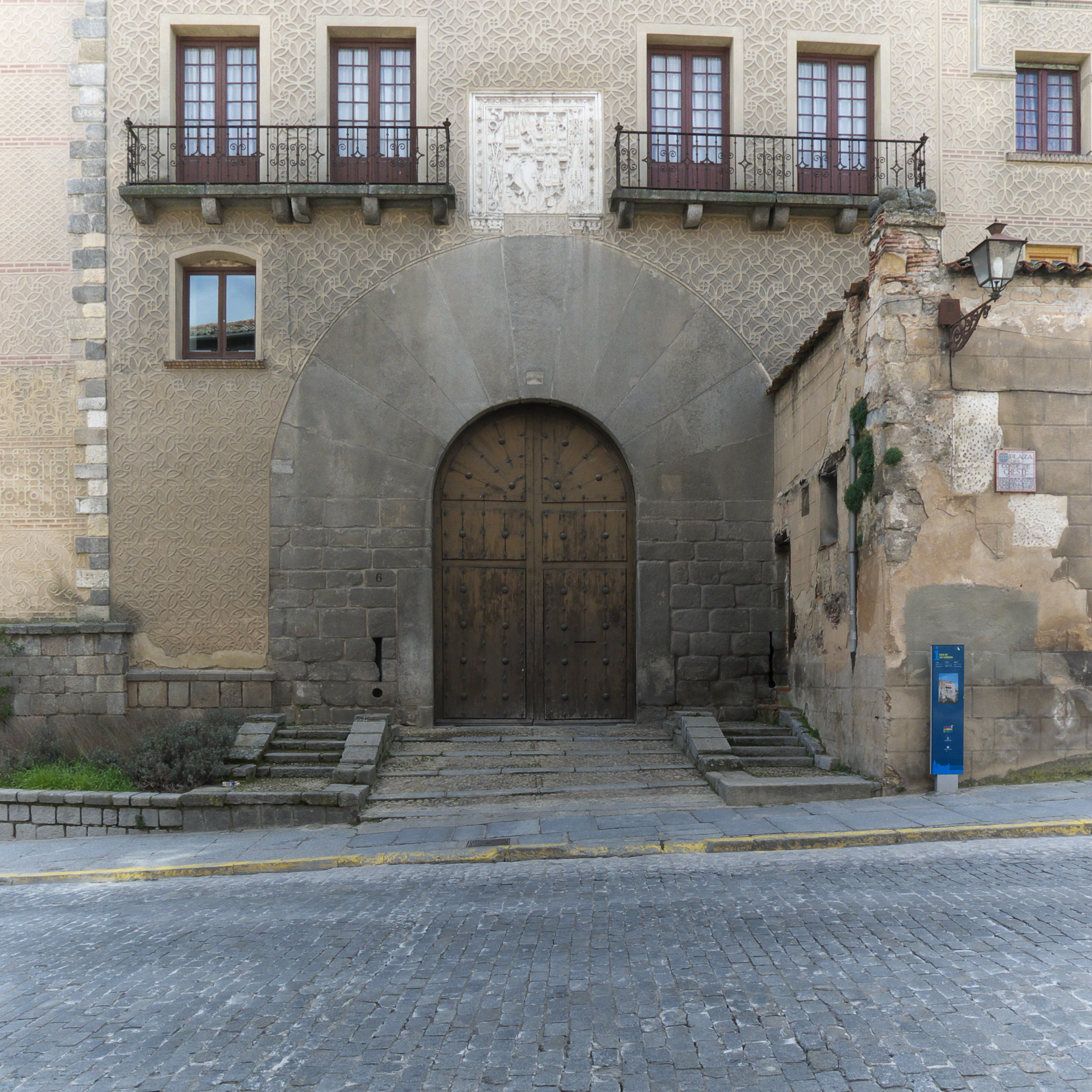
Palacio de los Cabrera y Bobadilla en la calle de San Juan de Segovia, también llamado Casa de las Cadenas por las que adornaban su puerta en testimonio de haber dado aposento a varios reyes de España. De estilo gótico tardío, fue edificado hacia 1480 por Andrés de Cabrera y Beatriz de Bobadilla, marqueses de Moya. En 1520 pertenecía a su hijo Fernando, I conde de Chinchón, alcaide y guarda mayor perpetuo del Alcázar Real de Segovia y tesorero de la Real Casa de Moneda de esta ciudad.

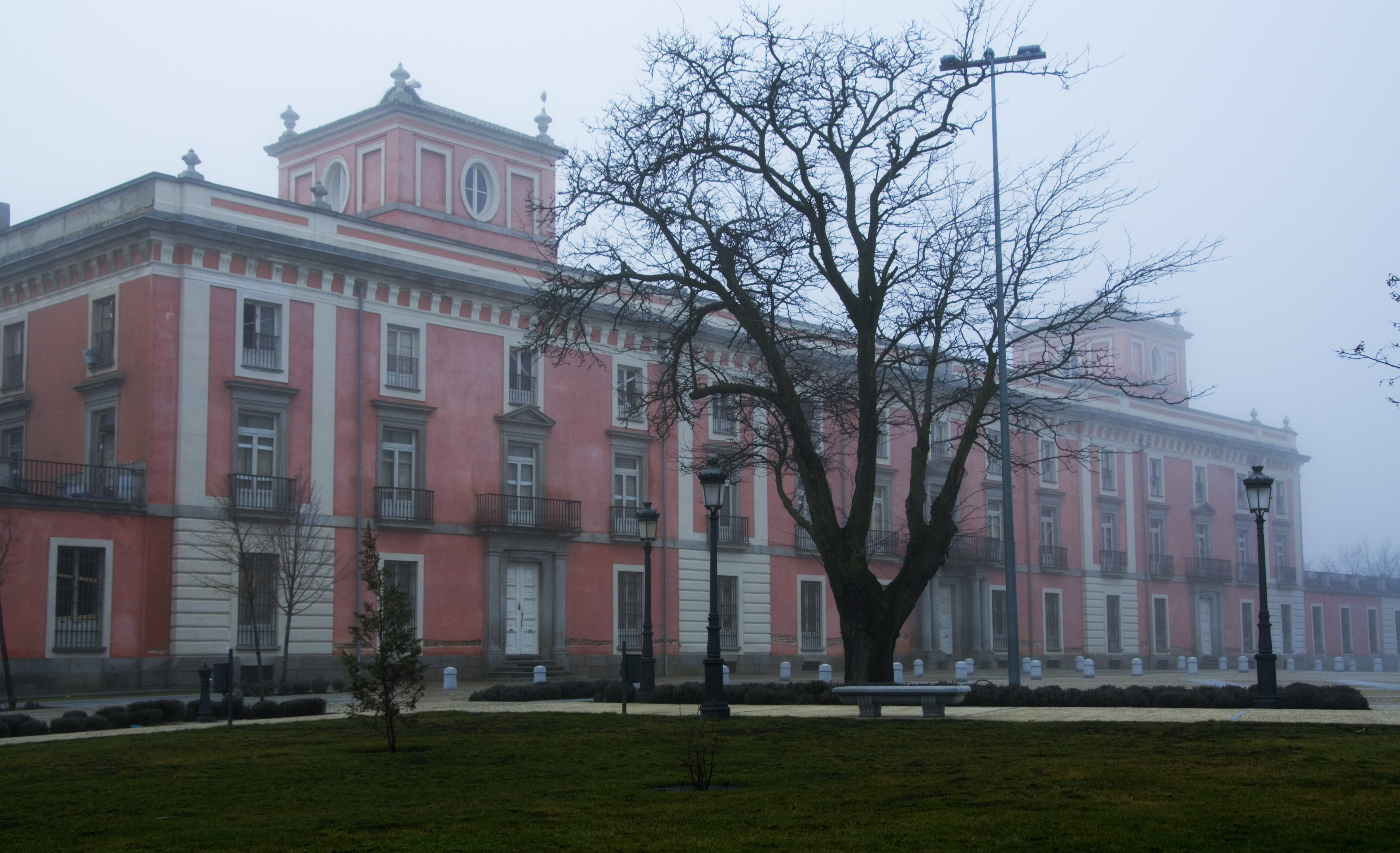
Palacio del Infante Don Luis en Boadilla del Monte.

El condado de Chinchón es un título nobiliario español, de Castilla, que desde el 4 de agosto de 1799 goza de grandeza de España de primera clase.
Fue creado por el rey Carlos I de España (antes de serlo de Romanos) mediante real cédula dada en La Coruña el 9 de mayo de 1520, en favor de Fernando de Cabrera y Bobadilla, señor de Chinchón, alcaide perpetuo del Alcázar Real de Segovia y tesorero de la Real Casa de Moneda de esta ciudad, gran capitán de los Imperiales en la guerra de las Comunidades, comendador de Montemolín en la Orden de Santiago, hijo segundo de Andrés de Cabrera, I marqués de Moya, poseedor del mismo señorío y oficios, camarero mayor del rey Enrique IV de Castilla, caballero de Santiago, y de Beatriz de Bobadilla, su mujer, camarera mayor de la reina Isabel la Católica. Esta soberana había concedido a los marqueses de Moya en 1489 el señorío de Chinchón en el reino de Toledo, desmembrado de la comunidad de ciudad y tierra de Segovia y que comprendía veinte villas y 1.200 vasallos en los sexmos de Valdemoro y Casarrubios.
Desde finales del XVII la casa recayó en los Savelli y en los Sforza-Cesarini, familias principescas romanas. En 1729 sucedió como XI conde José Sforza Cesarini Savelli, príncipe de Santa Flora, quien tras obtener licencia del rey Felipe V, en 1738 vendió el título y estado de Chinchón al infante de España Don Felipe de Borbón, después duque de Parma, hijo de dicho rey y de Isabel de Farnesio, su segunda consorte. El duque de Parma lo vendió a su vez el 28 de mayo de 1761, con licencia de su hermano el rey Carlos III, al infante Luis de Borbón, hermano entero y menor de ambos, quien después de ser cardenal y arzobispo de Toledo había obtenido la dimisión del estado clerical y quince años después contraería matrimonio morganático con María Teresa de Vallabriga.
Después de los días del infante Luis, el título de conde de Chinchón fue vuelto a crear en favor de su hijo Luis María de Vallabriga, mediante real decreto de Carlos IV dado el 25 de abril de 1794. En 1798 el concesionario de la segunda creación fue autorizado a usar el apellido y armas de Borbón y pasó a llamarse Luis María de Borbón y Vallabriga, y al año siguiente el mismo rey le otorgó la grandeza de España de 1.ª clase para unir al condado, mediante otro real decreto del 4 de agosto de 1799. En los años siguientes fue nombrado arzobispo de Sevilla y de Toledo y cardenal del título de Santa María della Scala, dignidades eclesiásticas que también había poseído su padre. En 1803 renunció el condado en favor de su hermana María Teresa, condesa de Boadilla del Monte, casada con Manuel Godoy, y desde 1823 fue caballero del Toisón de Oro. Sin embargo, pasaron más de treinta años hasta que Fernando VII firmó el real despacho de creación de la grandeza, expedido el 14 de marzo de 1831 en favor de Carlota Luisa de Godoy y Borbón, sobrina del concesionario.
El título sigue hasta nuestros días en la descendencia del infante Luis y unido a la casa de Sueca y la Alcudia, títulos ducales concedidos a Godoy. Su denominación hace referencia a la villa y municipio de Chinchón, en la provincia y comunidad de Madrid.

## Lista de señores y condes de Chinchón
|                                                           | Titular                                                  | Periodo                                                  |
| Señores de Chinchón (concesión por Isabel I de Castilla)  | Señores de Chinchón (concesión por Isabel I de Castilla) | Señores de Chinchón (concesión por Isabel I de Castilla) |
| --------------------------------------------------------- | -------------------------------------------------------- | -------------------------------------------------------- |
| I                                                         | Andrés de Cabrera                                        | 1489-1511                                                |
| II                                                        | Fernando de Cabrera y Bobadilla (I conde)                | 1511-1521                                                |
| Condes de Chinchón (1.ª creación, por Carlos I de España) |                                                          |                                                          |
| I                                                         | Fernando de Cabrera y Bobadilla                          | 1520-1521                                                |
| II                                                        | Pedro Fernández de Cabrera y Bobadilla                   | 1521-1575                                                |
| III                                                       | Diego Fernández de Cabrera y Bobadilla                   | 1575-c.1600                                              |
| IV                                                        | Luis Jerónimo Fernández de Cabrera y Bobadilla           | c.1600-1647                                              |
| V                                                         | Francisco Fausto Fernández de Cabrera y Bobadilla        | 1647-1665                                                |
| VI                                                        | Inés de Castro Cabrera y Bobadilla                       | 1665-1665                                                |
| VII                                                       | Francisca de Cárdenas Cabrera y Bobadilla                | 1666-1669                                                |
| VIII                                                      | Francisca de Castro Cabrera y Bobadilla                  | 1669-1683                                                |
| IX                                                        | Julio Savelli y Peretti                                  | 1683-1712                                                |
| X                                                         | Juan Jorge Sforza Cesarini Savelli                       | 1712-1729                                                |
| XI                                                        | José Sforza Cesarini Savelli                             | 1729-1738                                                |
| Enajenación autorizada por Felipe V                       |                                                          |                                                          |
| XII                                                       | Felipe de Borbón y Farnesio                              | 1738-1761                                                |
| Enajenación autorizada por Carlos III                     |                                                          |                                                          |
| XIII                                                      | Luis de Borbón y Farnesio                                | 1761-1785                                                |
| 2.ª creación por Carlos IV                                |                                                          |                                                          |
| XIV                                                       | Luis María de Borbón y Vallabriga                        | 1794-1803                                                |
| XV                                                        | María Teresa de Borbón y Vallabriga                      | 1803-1828                                                |
| XVI                                                       | Carlota Luisa Manuela de Godoy y Borbón                  | 1831-1886                                                |
| XVII                                                      | Carlos Luis Rúspoli y Álvarez de Toledo                  | 1887-1936                                                |
| XVIII                                                     | Camilo Carlos Adolfo Rúspoli y Caro                      | 1940-1975                                                |
| XIX                                                       | Carlos Oswaldo Rúspoli y Morenés                         | 1978-2016                                                |
| XX                                                        | Luis Carlos Ruspoli y Sanchiz                            | 2018-actual titular                                      |

## El señorío de Chinchón
Este extenso estado, situado en el reino de Toledo y que no formaba coto redondo, fue concedido a perpetuidad por los Reyes Católicos mediante real cédula dada en Toledo el 20 de julio de 1489 y refrendada por Fernando Álvarez de Toledo, su secretario, en favor de Andrés de Cabrera y Beatriz de Bobadilla, primeros marqueses de Moya. La reina Isabel confirmaría esta donación por su testamento hecho en Medina del Campo el 12 de octubre de 1504. El señorío incluía veinte villas y numerosos lugares, con 1.200 vasallos, que habían sido desmembrados poco antes de la jurisdicción de la ciudad de Segovia e incorporados a la Corona. Las villas en él comprendidas eran las de Valdelaguna, Chinchón, Valdeconejos, Bayona de Tajuña, San Martín de la Vega, Ciempozuelos y Seseña, todas en el sexmo de Valdemoro; y en el de Casarrubios las de Moraleja de Enmedio, Moraleja la Mayor, Serranillos, La Cabeza, la Zarzuela, la Puebla de Mari Martín, Tiracentenos, Sacedón, Cienvallejos, Odón, Brunete, Quijorna y Vega Sagrilla, con todos sus términos, tierras y pastos, y con «jurisdicción civil y criminal alta y baja, mero y mixto imperio, y apartadamente por sí y sobre sí que haya en ellos y cada uno de ellos, alcaldes, alguacil, escribano y pregonero, horca y picota, cepo y cadena de azote, y las otras insignias de nuestra justicia».
El 5 de julio de dicho año los marqueses de Moya habían dado poder a Martín de Alarcón, comendador de la Membrilla, para que en su nombre tomase posesión de dichas villas y jurisdicción. Los Reyes Católicos libraron una real cédula el 6 de julio mandando a todas ellas que diesen posesión como nuevos señores a los dichos marqueses. La ciudad de Segovia se opuso denodadamente a esta desmembración y movió varios pleitos contra los condes de Chinchón, demandando la supresión de la merced y sosteniendo el derecho de todos los pastores de su comunidad de ciudad y tierra a usar de los pastos del señorío. Estos pleitos se prolongaron durante 112 años y en su transcurso se proveyó que las dehesas, ejidos y abrevaderos incluidos en la donación a los marqueses de Moya se redujesen a pasto común de los segovianos. El 12 de junio de 1592, por la mediación del obispo Andrés Pacheco, se firmó una concordia entre dicho consistorio y Diego Fernández de Cabrera y Bobadilla, III conde de Chinchón, que ponía fin a los litigios y fue confirmada por el rey Felipe II en Illescas el 29 de mayo del mismo año y en San Lorenzo de El Escorial el 17 de julio de 1793.
Los primeros marqueses de Moya vincularon el señorío de Chinchón, junto con los oficios perpetuos de alcaide y guarda mayor del Alcázar Real de Segovia y tesorero de la Real Casa de Moneda de esta ciudad, agregándolos a un mayorazgo que fundaron en cabeza de Fernando de Cabrera y Bobadilla, su segundo hijo varón, que en 1520 fue creado I conde de Chinchón.

## Historia genealógica

Armas de los Cabrera y Bobadilla, condes de Chinchón.

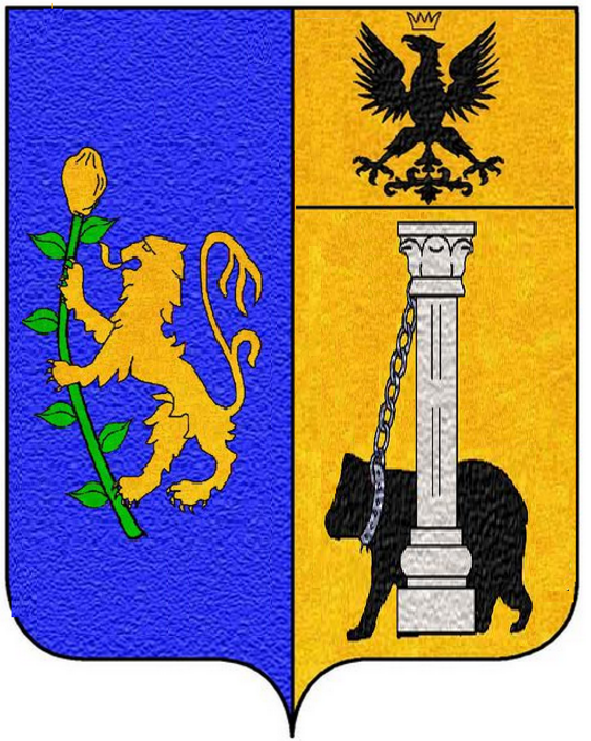
Armas de los Sforza Cesarini.

Armas de los condes de Chinchón, desde que este estado y título fue enajenado en favor de la casa de Borbón.

Armas de los Rúspoli, príncipes romanos.

### Casa de Cabrera y descendientes
• Fernando de Cabrera y Bobadilla, I conde de Chinchón, alcaide y guarda mayor perpetuo del Alcázar Real de Segovia y tesorero de la ceca de esta ciudad, caballero de Santiago y comendador de Montemolín. Combatió contra los comuneros con el grado de gran capitán, murió en 1521 y fue enterrado con su mujer en la desaparecida iglesia de Nuestra Señora de Gracia de Chinchón, y después trasladado a la nueva de la Asunción.

Casó con Teresa de la Cueva, natural de Cuéllar, hija de Francisco Fernández de la Cueva y Mendoza, II duque de Alburquerque, II conde de Ledesma y II de Huelma, y de Francisca de Toledo, su mujer, hija de los primeros duques de Alba. Fueron padres de
1. Pedro Fernández (o Pérez) de Cabrera y Bobadilla, que sigue,
2. y de Mariana de la Cueva y Bobadilla (o Cabrera y de la Cueva), casada con Luis de Leiva (†1570), II príncipe de Asculi, marqués de Atella y conde de Monza, comendador de Yeste en la Orden de Santiago, capitán general de la gente de armas del ducado de Milán, que se halló en la batalla de San Quintín (1557), hijo de Antonio de Leiva y Hurtado de Mendoza, de los señores de Baños, I príncipe de Asculi, etc., y también comendador de Yeste, y de Castellana de Villarragut y Belvís, su mujer, de los señores de Beniatjar, naturales ambos de Valencia. Con sucesión.

En 1521 sucedió su hijo

• Pedro Fernández de Cabrera y Bobadilla, natural y II conde de Chinchón, mayordomo del rey Felipe II y ministro de sus Consejos de Estado, Guerra, Italia y Aragón. Poseyó los oficios perpetuos de su padre, a los que sumó los de alférez mayor de Segovia y tesorero general del Reino y Corona de Aragón, con plaza en este Consejo y en el de Italia, también por juro de heredad.

Casó con Mencía de Mendoza y de la Cerda, hija de Diego Hurtado de Mendoza, I conde de Mélito y de Aliano (títulos del reino de Nápoles), y de Ana de la Cerda, su mujer, señora de Miedes, Galve, Pastrana y Mandayona; nieta del cardenal Pedro González de Mendoza, arzobispo de Toledo, y de Mencía de Lemos, y materna de Íñigo López de la Cerda, de los condes de Medinaceli, y de Brianda de Castro. Procrearon a
1. Diego Fernández de Cabrera y Bobadilla, que sigue.
2. Teresa de la Cueva, que nació en Chinchón hacia 1535 y finó en Valladolid en 1602. Casó hacia 1555 con Pedro Pérez de Castro Andrade y Portugal, V conde de Lemos, II marqués de Sarria, III conde de Villalba, grande de España, viudo desde 1552 y con prole de Leonor de la Cueva, hijo de Fernando Ruiz de Castro y Portugal, IV conde de Lemos y I marqués de Sarria, y de Teresa de Andrade. Tuvieron por hijos a
  1. Pedro de Castro Cabrera y Bobadilla, capitán de las Guardias Viejas de Castilla, caballero de Alcántara (1589) y comendador de Aceuchal, gentilhombre de la Cámara del rey Felipe III. Casó con Jerónima de Córdoba y de la Cueva, hija de Rodrigo de Córdoba y Rojas, señor de Casa Palma, y de Mencía de la Cueva y Mendoza, su mujer, hija a su vez de Alonso I de la Cueva y Benavides, I señor de Bedmar, y de Juana Manrique de Mendoza, de los señores de Genevila. Sin sucesión.
  2. Rodrigo de Castro Cabrera y Bobadilla, canónigo de Toledo y dignidad de arcediano de Alcázar, consejero de la Suprema. Dejó un hijo natural.[10]
  3. Andrés de Castro Cabrera y Bobadilla, comendador de Portezuelo en la Orden de Alcántara, que nació en Monforte de Lemos hacia 1575 y testó en Madrid en 1647. Fue canónigo de Toledo pero renunció este cargo y al estado clerical y sirvió a Felipe IV como gentilhombre de cámara y general de la escuadra de bajeles del reino de Galicia. Casó tardíamente (¿hacia 1625?) con Inés de Guzmán, que era hermana de Francisca Enríquez de Ribera, la segunda mujer del IV conde de Chinchón, primo carnal de Andrés y virrey del Perú, como más abajo se verá. Hijas ambas de Perafán de Ribera y de Inés Enríquez Tavera de Saavedra, I condesa de la Torre. De esta unión nacieron:
    1.  y Catalina de Sandoval.

Además, Andrés de Castro tuvo por hijo natural a
    2.  Fadrique de Castro.

  4. Diego de Castro Cabrera y Bobadilla, que murió mozo siendo colegial en Alcalá de Henares,
  5. y Mencía de Castro, que murió niña.
3. Andrés de Cabrera y Bobadilla, abad de Alcalá la Real y arzobispo de Zaragoza. Ocupaba esta sede durante las Alteraciones de Aragón, y falleció en 1592 durante las Cortes de Tarazona, que presidía en nombre del rey.
4. Pedro de Cabrera y Bobadilla (†1574), que sirvió a S.M. muchos años, hallándose en el socorro de Mazalquivir (1563), y murió defendiendo la plaza de la Goleta, cuando se perdió.
5. Diego de Cabrera y Bobadilla, colegial en el de los Caballeros Manriques de Alcalá, que murió mozo.
6. Ana de Cabrera y de la Cerda, dama de la reina Ana de Austria, cuarta mujer de Felipe II.
7. Mencía de la Cerda, dama de la misma reina. Casó en San Lorenzo el Real ¿en 1583? con Fernando Cortés Ramírez de Arellano, III marqués del Valle de Oaxaca, natural de la Ciudad de México, hijo de Martín Cortés Zúñiga, II marqués de dicho título, y de Ana de Arellano, su mujer y sobrina, y nieto del conquistador Hernán Cortés de Monroy, I marqués del Valle de Oaxaca, capitán general de la Nueva España, y de Juana de Zúñiga y Arellano, su segunda mujer, de los condes de Aguilar de Inestrillas. La prole de este matrimonio se malogró. Fundaron en Valladolid la iglesia y convento de Nuestra Señora de la Merced, en cuya capilla mayor fueron sepultados.
8. Y María Leonor de la Cerda, que casó con Alfonso Cavazzi, conde y barón de la Somaglia, patricio, capitán de armas y consejero secreto de Milán, que era primo segundo del conde Nicolò Sfondrati, después Papa Gregorio XIV. Hijo de Francesco Cavazzi, conde de la Somaglia, patricio y senador de Milán,[11] y de Margherita Trivulzio, su mujer, que era hermana de Gianfermo Trivulzio, I conde de Melzo, senador de Milán y embajador de esta ciudad cerca del Emperador Carlos V, e hija a su vez del capitán Giorgio Trivulzio y de Caterina Trivulzio, tíos abuelos de dicho pontífice.[12] Tuvieron por hija única a
Margherita Cavazzi della Somaglia (†1613). Casó con Michele Damasceni Peretti (1577-1631), príncipe romano asistente al solio pontificio (1585), I príncipe de Venafro (título de Nápoles creado en 1605), marqués de San Martino y de Incisa Monferrato, conde de Celano y de Caluso, barón de Pescina, etc., general de la Santa Iglesia Romana (1588), gobernador pontificio de Borgo y de Fermo, el cual volvió a casar en 1613 con Anna Maria Cesi. Era hermano del cardenal Alessandro Damasceni Peretti, de Flavia Peretti (mujer de Virginio Orsini, duque de Bracciano) y de Felice Orsina Peretti (que casó sucesivamente con Marcantonio III Colonna, príncipe de Paliano, y con Muzio II Sforza, marqués de Caravaggio). Hijo de Fabio Damasceni (que adoptó el apellido Peretti) y de Maria Felice Mignucci Peretti, su mujer, hija y sucesora a su vez de Giambattista Mignucci di Tito y de Camilla Peretti, I marquesa de Venafro y condesa de Celano, hermana del Papa Sixto V.[13] Tuvieron por hijos a
  1.  Y Maria Felice Peretti (1603-1650), princesa de Venafro, marquesa de San Martino y de Incisa, condesa de Celano y de Caluso, baronesa de Pescina, etc. Casó en 1620 con Bernardino Savelli (1604-1658), II príncipe de Albano, mariscal de la Santa Iglesia Romana, guardián del Cónclave, II duque de Poggio Nativo (1649) y I de Ariccia (1648), etc., hijo de Paolo Savelli, I príncipe de Albano (1607), de los duques de Castel Gandolfo, mariscal y guardián del Cónclave, gobernador de las armas de la Romaña, embajador del Emperador en Roma, caballero del Toisón de Oro, y de Caterina Savelli, señora de Ariccia. Fueron sus hijos: 
    1.  y Margherita Savelli (†1690), que de viuda entró monja en el monasterio de Santa Caterina di Monte Magnanapoli, en Roma. Casó con Giuliano III Cesarini (1618-1665), I duque de Genzano y III de Civitanova (título que cedió a su hermano Filippo), III marqués de Civita Lavinia, señor de Montecosaro y Ardea, confaloniero del pueblo romano, hijo de Gian Giorgio II Cesarini, II duque de Civitanova, II marqués de Civita Lavinia, señor de Genzano, Montecosaro y Ardea, y de Cornelia Caetani, su mujer, de los duques de Sermoneta, y nieto de Giuliano II Cesarini, I duque de Civitanova, y de Livia Orsini, de los duques de Santo Gemmi.[14] Tuvieron por hijos a 
      1.  Y Giulia, Camilla, Maria Felice, Anna y Cornelia Cesarini, que las cinco fueron monjas en Roma.

En 1575 sucedió su hijo

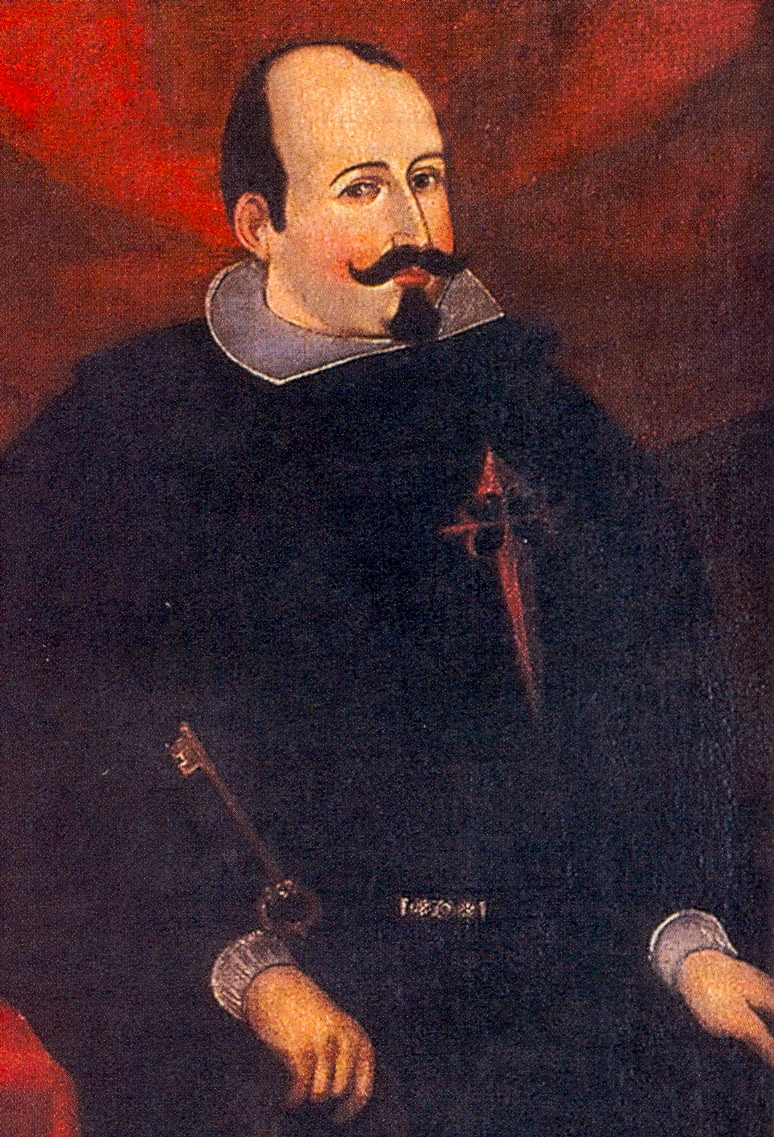
Luis Jerónimo Fernández de Cabrera y Bobadilla, IV conde de Chinchón, virrey del Perú, caballero de Santiago, tesorero general del Reino y Corona de Aragón.

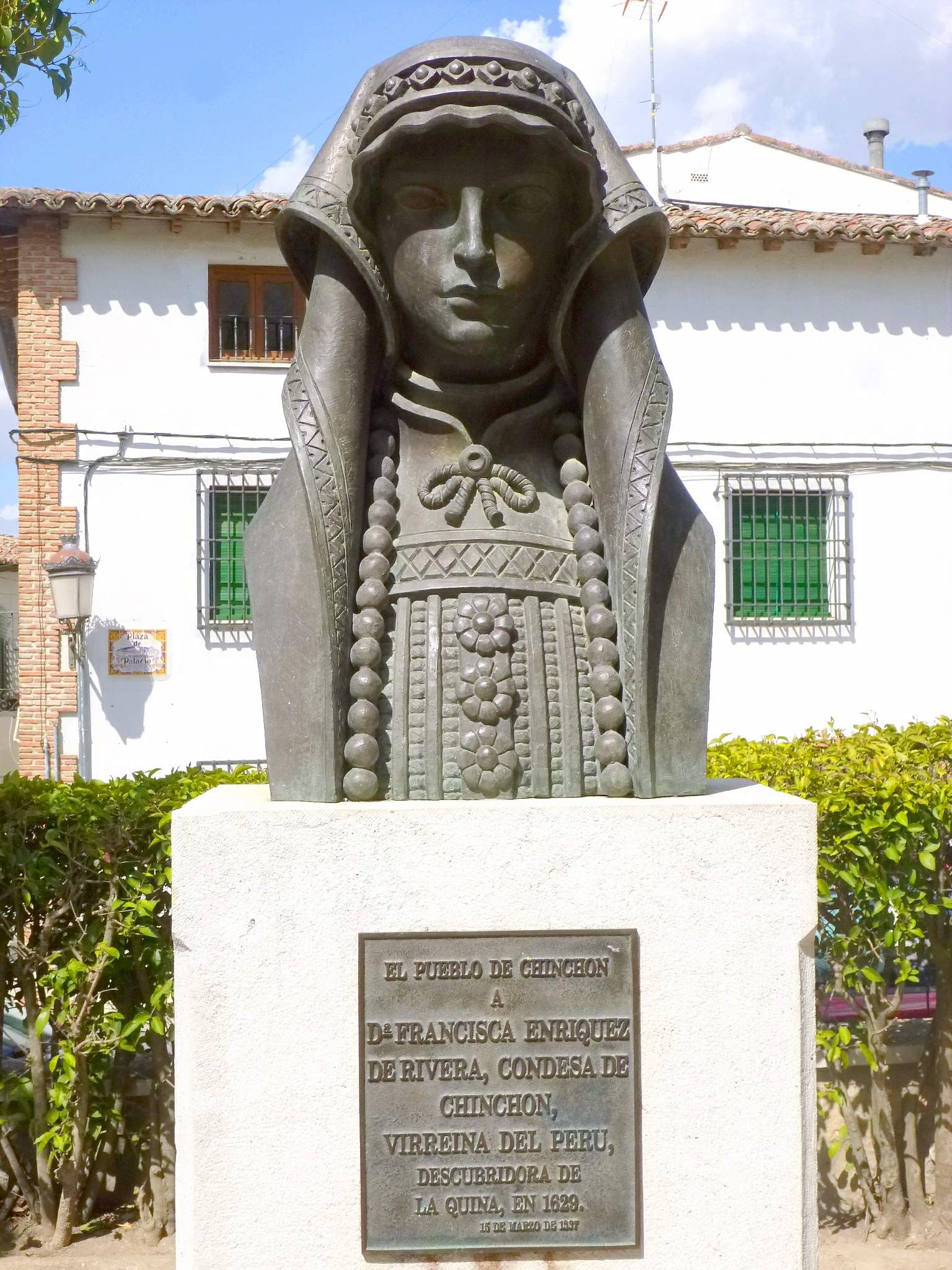
Busto erigido en Chinchón a la memoria de Francisca Enríquez de Rivera, que fue condesa de Chinchón por su matrimonio con Luis Jerónimo Fernández de Cabrera y Bobadilla, virrey del Perú. En 1629 esta virreina curó de unas fiebres gracias al tratamiento con corteza de quina. Su caso alcanzó notoriedad y contribuyó a la difusión de este medicamento autóctono de las Indias, que en su memoria se llamó chinchona.

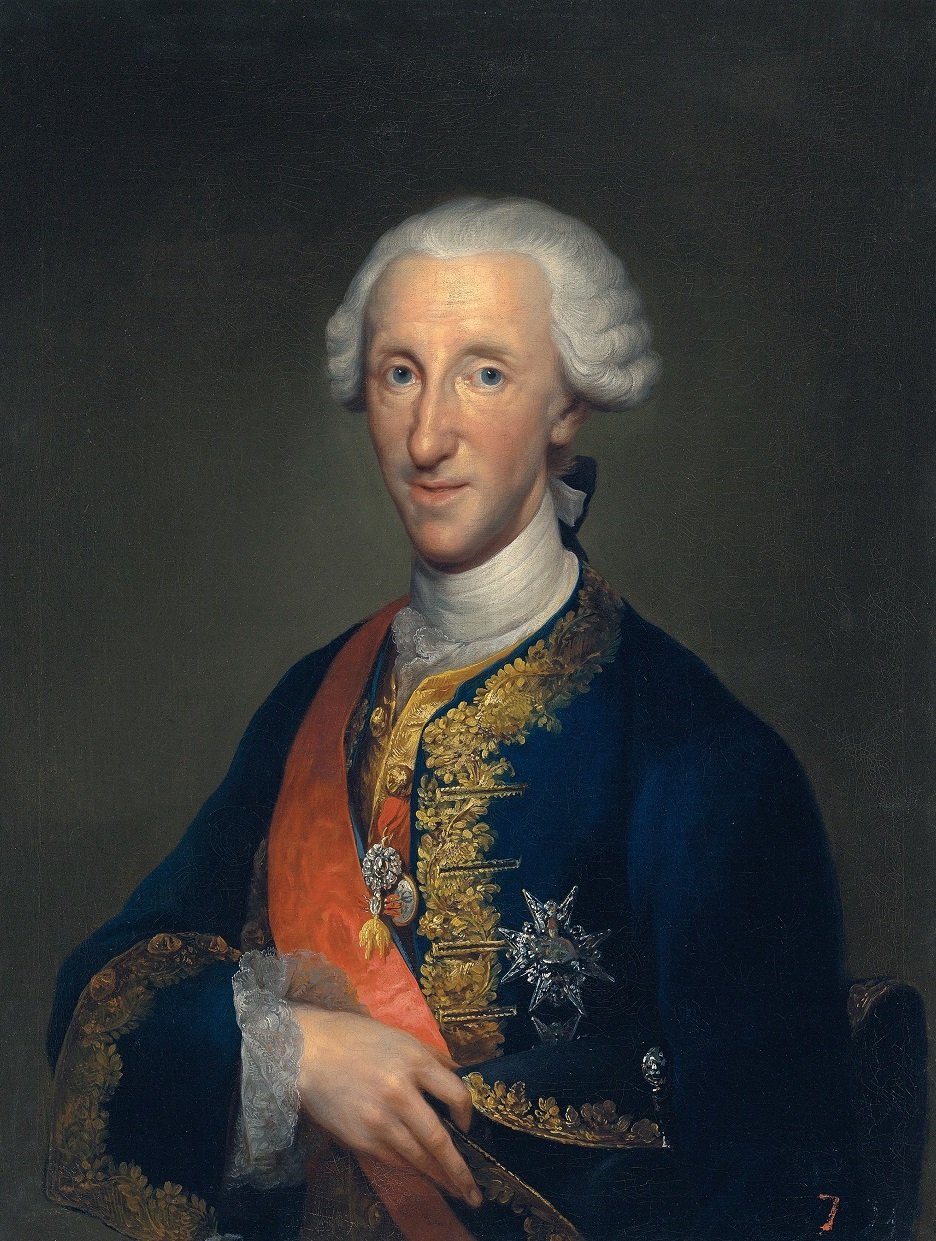
El infante Luis de Borbón, XIII conde de Chinchón.

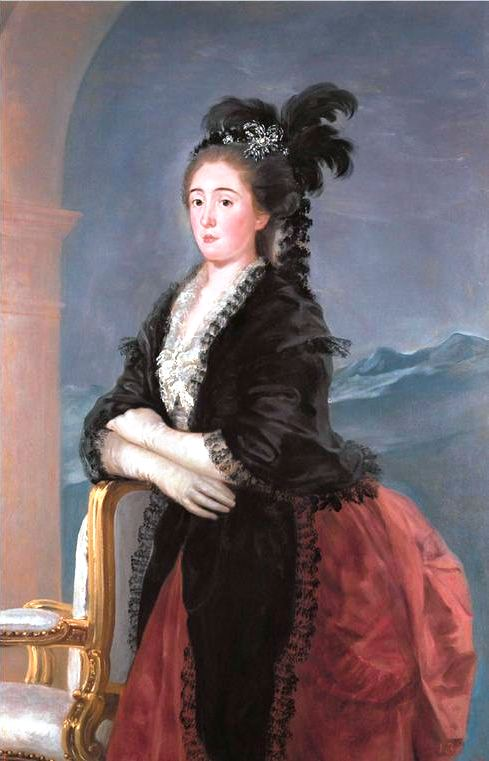
María Teresa de Vallabriga, condesa consorte de Chinchón. Obra de Goya.

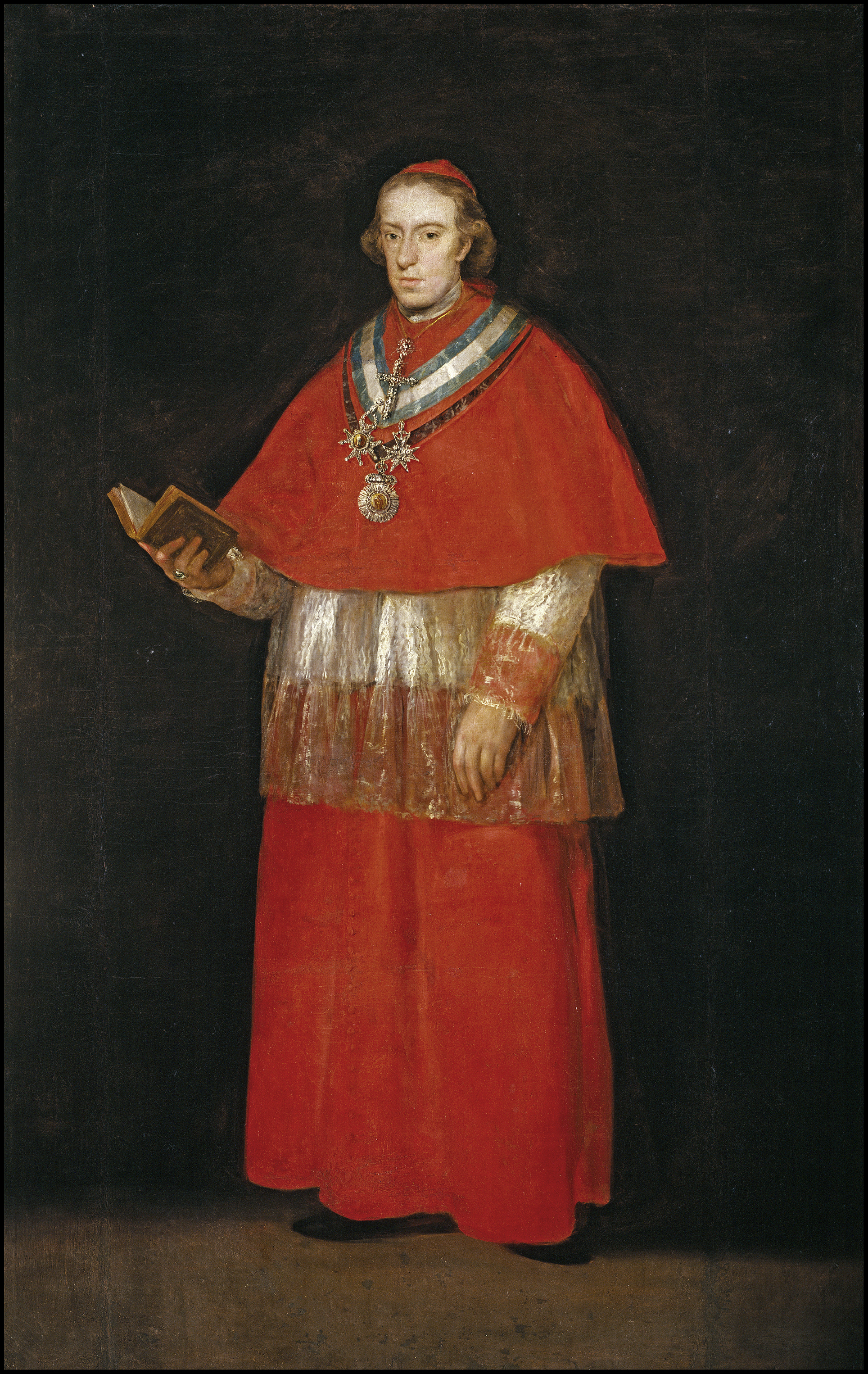
El cardenal Luis María de Borbón y Vallabriga, XIV conde de Chinchón. Obra de Goya. Museo de Arte de Sao Paulo, Brasil.

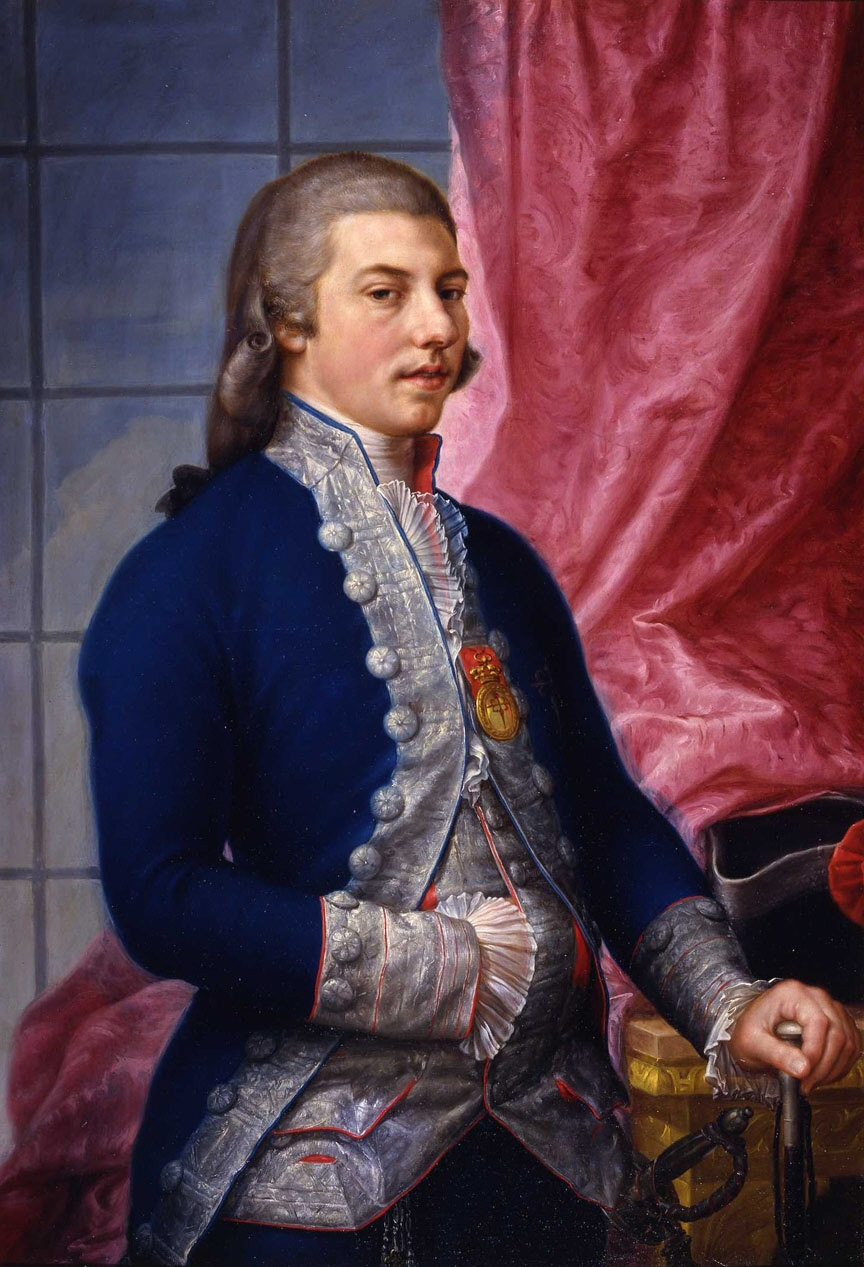
Manuel de Godoy y Álvarez de Faria, príncipe de la Paz, duque de Sueca y de la Alcudia, conde consorte de Chinchón. Obra de Francisco Bayeu de 1792.

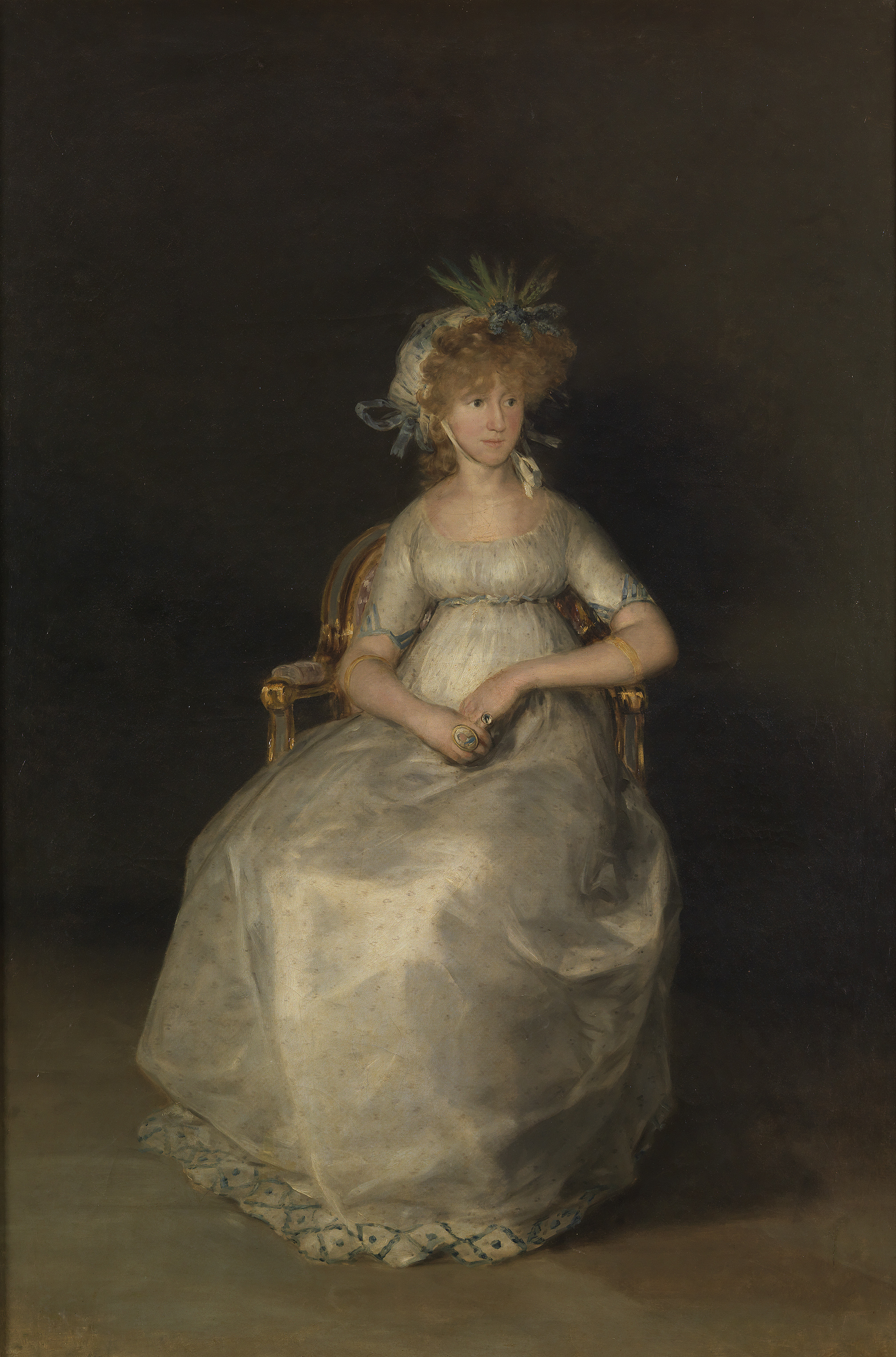
María Teresa de Borbón y Vallabriga, XV condesa de Chinchón. Obra de Goya.

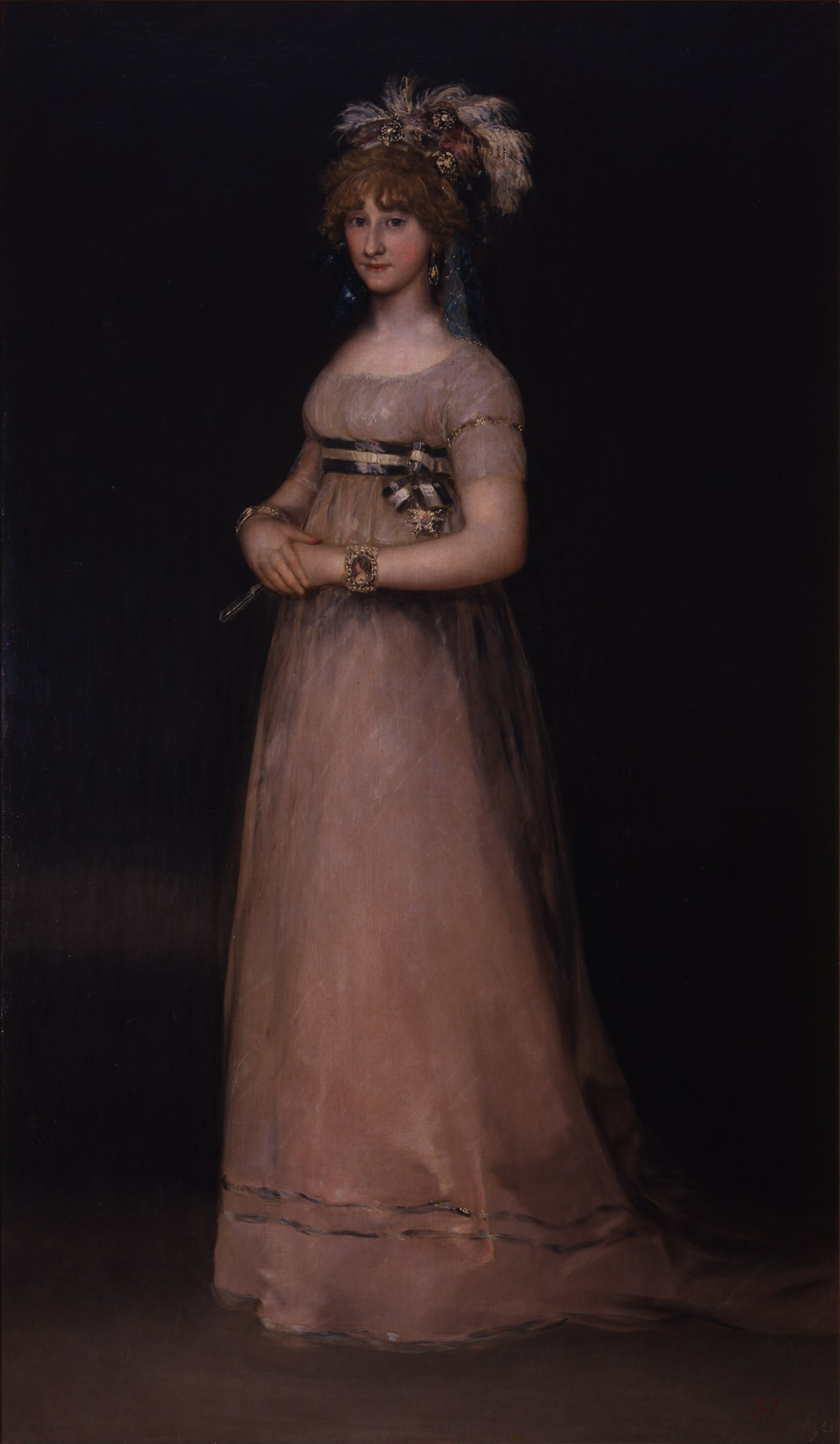
María Luisa de Borbón y Vallabriga, duquesa consorte de San Fernando de Quiroga. Galería de los Uffizi. Florencia. Obra de Goya.

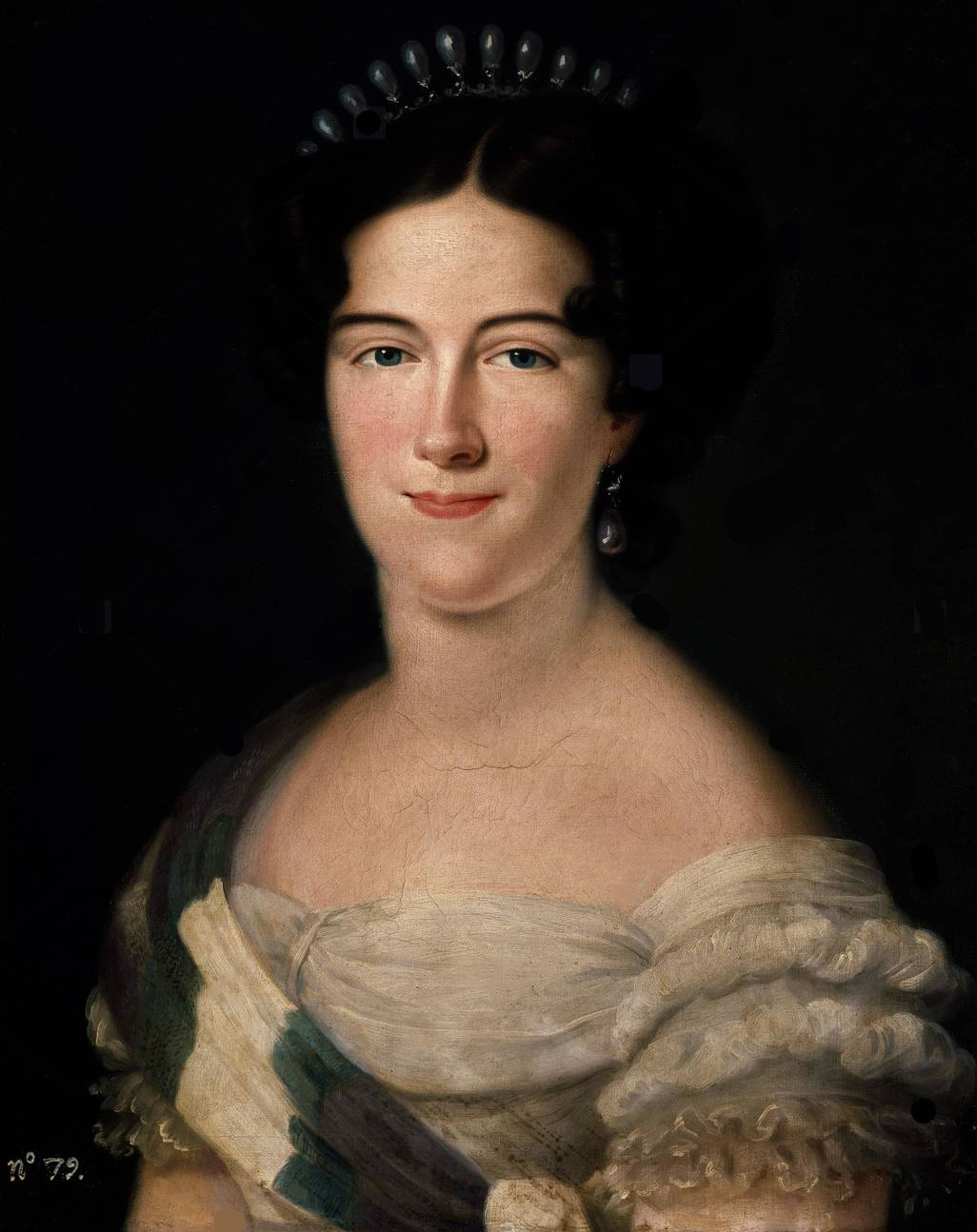
Carlota Luisa de Godoy y Borbón, XVI condesa de Chinchón. Obra de Luis de la Cruz y Ríos.

• Diego Fernández de Cabrera y Bobadilla (n.c.1535), III conde de Chinchón, tesorero de la Corona de Aragón y de la casa de moneda de Segovia, alférez mayor de esta ciudad y alcaide de su Real Alcázar, patrono y protector general de la Orden Franciscana, todo a perpetuidad. Sirvió al Rey en el socorro de Mazalquivir (1563) y en las guerras con Francia, hallándose en la batalla de San Quintín (1557).

Sucedió a su padre en la tesorería general de Aragón, oficio perpetuo por el que era miembro nato del Consejo Supremo de dicha corona, con voz también el de Italia. Desempeñaba el cargo cuando se produjeron las Alteraciones de Aragón, y «era poco grato a los aragoneses, porque temían que no correspondía a sus voluntades».

Casó con Inés Pacheco, su prima segunda, natural de Escalona, bautizada el 10 de julio de 1537, hija de Diego López Pacheco y Enríquez, III marqués de Villena, III duque de Escalona, III conde de Xiquena y VI de San Esteban de Gormaz, y de Luisa de Cabrera y Bobadilla, III marquesa de Moya; nieta de... y materna de Juan Pérez de Cabrera y Bobadilla, II marqués de Moya, y de Ana de Mendoza, de los duques del Infantado.

Procrearon a
1. Diego y
2. Pedro de Cabrera y Bobadilla, que ambos murieron niños;
3. Luis Jerónimo Fernández de Cabrera y Bobadilla, que sigue;
4. Mencía de Mendoza y de la Cerda, que casó con Francisco Pérez de Cabrera y Bobadilla, su primo carnal, VI marqués de Moya, con sucesión.
5. María Pacheco, que fue la primera mujer de Juan Andrés Hurtado de Mendoza (†1639), V marqués de Cañete, señor de la Parrilla, Olmeda, Uña, Val de Meca, Cañada del Hoyo, Belmontejo y Poyatos, guarda mayor de Cuenca, gentilhombre de cámara y montero mayor del rey Felipe III. Hijo de García Hurtado de Mendoza, IV marqués de Cañete, capitán general de Chile y virrey del Perú, y de María de Castro, su primera mujer, de los condes de Lemos. María Pacheco murió pronto, y el marqués volvió a casar tres veces más: con María Catalina de la Cerda, de los duques de Medinaceli; con María Manrique de Cárdenas, de los duques de Maqueda, y en cuartas nupcias con Catalina de Zúñiga y Sandoval, de los duques de Peñaranda de Duero. Tuvo también prole de su tercera mujer, y de la primera fue unigénito 
García Hurtado de Mendoza, que murió mozo en Flandes, en vida de su padre.
6. Y Luisa de Cabrera y Bobadilla, que casó con Pedro Velázquez Dávila y Bracamonte, II marqués de Loriana, caballero de Calatrava, viudo sin prole de Beatriz de Haro, de los marqueses del Carpio, y que en terceras casó con Ana María de Guillamas, de quien tuvo sucesión. Fue hermano y sucesor de Juan de los mismos apellidos, II conde de Uceda y I marqués de Loriana, caballero de Santiago, e hijo de Diego Dávila y Bracamonte, I conde de Uceda (título después convertido en el de marqués de Loriana), caballero de Alcántara, mayordomo mayor de la Reina, IV señor de Loriana, y de Leonor de Guzmán y Ribera, su mujer, de los condes de Olivares. No tuvieron descendencia.

Hacia 1600 sucedió su hijo

• Luis Jerónimo Fernández de Cabrera y Bobadilla (1586–1647), IV conde de Chinchón, virrey del Perú, comendador del Campo de Criptana en la Orden de Santiago. Natural de Madrid, fue bautizado en San Nicolás el 20 de octubre de 1586 y finó en la misma villa el 28 de octubre de 1647.
 Fue el último de su casa que poseyó la dignidad de tesorero general de Aragón, con plaza en el Consejo de esta corona y voz también en el de Italia. Entró a ejercerla por real despacho del 18 de noviembre de 1612, una vez cumplida la edad mínima requerida de 25 años; hizo renuncia de ella hacia 1625, y S.M. la volvió a conceder a Juan de Mendoza y Luna, III marqués de Montesclaros, por real despacho del 8 de enero de 1627.

Casó dos veces: primera con Ana Osorio, de quien no tuvo sucesión, hija de Pedro Álvarez Osorio, VIII marqués de Astorga, IX conde de Trastamara y VIII de Santa Marta.

Y segunda vez casó con Francisca Enríquez de Ribera, natural de Sevilla. Esta señora, siendo virreina del Perú, curó de unas fiebres en 1629 gracias al tratamiento con corteza de quina. Su caso alcanzó notoriedad y contribuyó a la difusión de este medicamento autóctono de las Indias, que en su memoria se llamó chinchona. Era hermana de Inés de Guzmán, antes citada como mujer de Andrés de Castro (de los condes de Lemos, primo de su marido) y madre de la VI y la VIII condesas de Chinchón. Hija de Perafán de Ribera y de Inés Enríquez Tavera de Saavedra, I condesa de la Torre, camarera mayor de la Reina de Francia y dueña de honor de la de España; nieta de Perafán de Ribera, descendiente de los adelantados de Andalucía, y de Antonia de Guzmán.

En 1647 le sucedió su hijo único, nacido del segundo matrimonio:

• Francisco Fausto Fernández de Cabrera y Bobadilla, V conde de Chinchón, I marqués de San Martín de la Vega. Nació el 25 de enero de 1629 en el lugar de San Bayaque, corregimiento de Saña y reino del Perú, y falleció el 3 de octubre de 1665. En 1636, siendo todavía niño y en vida de su padre, el rey Felipe IV le otorgó el título de espera de marqués de San Martín de la Vega, sobre una de las villas del sexmo de Valdemoro que integraban el señorío de Chinchón.

Casó con Juana de Córdoba y Velasco, hija natural de Luis de Velasco y Tovar, el Mudo, I vizconde de Sauquillo y I marqués del Fresno, caballero de la Orden de Santiago y comendador de Portezuelo en la de Alcántara, y nieta del condestable Juan Fernández de Velasco y Tovar, V duque de Frías, y de Juana de Córdoba y Aragón, su segunda mujer. No tuvieron descendencia.

En octubre de 1665 le sucedió su prima

• Inés de Castro Cabrera y Bobadilla (c.1635-1665), VI condesa de Chinchón, II marquesa de San Martín de la Vega, dama de la reina Mariana de Austria, arriba filiada como biznieta del II conde de Chinchón: hija del comendador Andrés de Castro y nieta de los V condes de Lemos. Era prima segunda de su predecesor por la línea de sucesión de la casa, que era la paterna de ambos, pero también su prima carnal, pues sus madres eran hermanas. Y solo le sobrevivió dos meses, pues falleció en Madrid el 27 de diciembre de 1665. En este tiempo entró en posesión del mayorazgo y jurisdicciones, pero no tituló.

Casó en el Palacio Real del Buen Retiro, el 11 de noviembre de 1657, con José Alejo de Cárdenas Ulloa y Zúñiga (c.1630-1665), XI conde de la Puebla del Maestre, X de Nieva y de Villalonso, II marqués de Bacares, VI de la Mota y V de Auñón, señor de la casa de Valda y agregadas en Azcoitia, patrono de la iglesia de Santa María la Real de esta villa y de la conventual de San Felipe el Real de Madrid, electo embajador extraordinario de S.M.C. en Francia (1685), mayordomo del rey Carlos II y gentilhombre de su Cámara con entrada, hijo de Diego de Cárdenas y Herrera, X conde de la Puebla del Maestre, I marqués de Bacares y III de Auñón, caballero de Santiago, asistente y maestre de campo general de Sevilla, y de Mariana de Ulloa Zúñiga y Velasco, su mujer, IX condesa de Nieva y V marquesa de la Mota.

Tuvieron dos hijas:
1. Antonia de Cárdenas Cabrera y Bobadilla (c.1658-a.1665), que murió niña en vida de su padre,
2. y Francisca de Cárdenas Cabrera y Bobadilla, que sigue.

En 1666 sucedió su hija

• Francisca de Cárdenas Cabrera y Bobadilla (1660-1669), VII condesa de Chinchón, XII de la Puebla del Maestre, XI de Nieva y de Villalonso, IV marquesa de Bacares, VII de la Mota, VI de Auñón y III de San Martín de la Vega, menina de la reina madre Mariana de Austria. Falleció el 23 de octubre de 1669, a los de nueve de su edad, y fue enterrada en el convento de Predicadores de Nuestra Señora de Atocha.

En 1669 le sucedió su tía carnal, hermana de su madre:

• Francisca de Castro Cabrera y Bobadilla, VIII condesa de Chinchón, IV marquesa de San Martín de la Vega, dama de la reina Mariana de Austria. Casó dos veces: la primera en la capilla del Real Alcázar de Madrid el 18 de diciembre de 1670 con Francisco de Guzmán y Córdoba († 1672), hijo de Pedro de Guzmán, III marqués de la Algaba y VI de Ardales, VI conde de Teba, y en segundas nupcias con Enrique de Benavides y Bazán. La VIII condesa murió sin descendencia el 22 de febrero de 1683.

En 1683 sucedió su primo tercero

• Julio Savelli y Peretti, IX conde de Chinchón, III príncipe de Albano y II de Venafro, II duque de Ariccia, marqués de San Martino, conde de Celano, barón de Pescina, mariscal perpetuo de la Santa Iglesia Romana, señor de San Rufino, San Benedetto dei Marsi, Aschi, Cocullo, Venere, Cerchio, Lecce dei Marsi, Gioia dei Marsi, Biseglia, San Sebastiano, Sperone, Ortucchio, Torrimpietra, Palidoro, Tor Lupara, Montana, Grotta Scrofana, Stazzano y Castel Cretone, caballero del Toisón de Oro. Arriba filiado como tataranieto del II conde de Chinchón: biznieto de Leonor de la Cerda y nieto de los I príncipes de Venafro. Algunas fuentes le tienen por grande de España, concesionario de una dignidad de tal supuestamente creada por el rey Felipe IV hacia 1683.

Casó dos veces: primera con Ana Aldobrandini, su prima carnal, hija de Pietro Aldobrandini, duque de Carpineto, y de Carlotta Savelli, su mujer, que era hermana del padre de Julio; nieta de Gian Francesco Aldobrandini, general de la Santa Iglesia Romana, vástago de una rama menor de los Aldobrandini establecida en Florencia, y de Olimpia Aldobrandini, de la rama mayor, princesa de Rossano, que fue hermana del cardenal camarlengo Pietro Aldobrandini y sobrina carnal del Papa Clemente VIII; y materna de los I príncipes de Albano, ya citados.

Y en segundas casó con Caterina Giustiniani, de la que no tuvo prole, hija de Andrea Giustiniani, I príncipe de Bassano, y de Maria Flaminia Pamphili.
De la primera tuvo un hijo legítimo:
1. Julio Savelli y Aldobrandini, III príncipe de Venafro, que nació el 16 de noviembre de 1653 y premurió a su padre en 1682. Casó el 21 de junio de 1679 con Flaminia Pamphili, su deuda, que finó viuda en Roma el 17 de febrero de 1709, hija de Camillo Pamphili, duque de Carpineto, y de Olimpia Aldobrandini, III princesa de Meldola y Sarsina. Sin posteridad.

 Y durante la viudez entre ambos matrimonios tuvo una hija natural, llamada
2. Maria Felice Savelli, que nació el 22 de mayo de 1661.

En 1719 sucedió su sobrino nieto

• Juan Jorge Sforza Cesarini Savelli (1678-1729), X conde de Chinchón, que nació en Roma en 1678 y falleció sin descendencia en Pamplona en 1729.

En 1729 sucedió su sobrino carnal

• José Sforza Cesarini Savelli (1705-1774), XI conde de Chinchón (último poseedor del condado de la línea descendiente del primer concesionario), príncipe de Santa Flora, Genzano y Valmontone, duque de Segni, etc., caballero del Toisón de Oro (1738). Hijo de Gaetano I Sforza, II duque Sforza-Cesarini y II de Segni, príncipe de Genzano, etc. (hermano del anterior conde) y de Vittoria Conti, ya citados.

Casó con María Francisca Giustiniani, de los príncipes de Bassano, y tuvieron numerosa descendencia. Tres de sus hijos varones dieron origen a otras tantas líneas de los Sforza-Cesarini: la primogénita de los príncipes de Santa Flora y Genzano, la de los duques de Segni y la de los condes de Celano.

### Casa de Borbón y descendientes
Enajenación en favor del duque de Parma (1738)

El título y estado de conde de Chinchón fue vendido en 1738 por el XI conde, José Sforza Cesarini Savelli, con licencia del rey Felipe V, en favor del

• Infante de España Felipe de Borbón, XII conde de Chinchón, que después fue duque soberano de Parma, Plasencia y Guastalla, hijo de dicho rey y de Isabel de Farnesio, su segunda consorte. Casó con la princesa Luisa Isabel de Francia, también de la casa de Borbón, hija de los reyes Luis XV de Francia y María Leszczynska, su primera consorte, de la casa real de Polonia, y tuvieron descendencia hábil en que siguió el ducado de Parma (casa de Borbón-Parma).
Enajenación en favor del infante Luis (1761)

El duque de Parma volvió a vender el condado de Chinchón el 28 de mayo de 1761, con licencia de su hermano el rey Carlos III, en favor de un hermano entero y menor de ambos:

• El infante Luis de Borbón, XIII conde de Chinchón. Había sido arzobispo de Toledo y de Sevilla y cardenal del título de Santa María della Scala, pero renunció a sus cargos eclesiásticos y obtuvo la dispensa del estado clerical para casar con María Teresa de Vallabriga y Rozas, dama noble de la Orden de María Luisa. Este matrimonio morganático se celebró el 27 de junio de 1776, con licencia del rey Carlos III, en la capilla del palacio de los Duques de Fernandina en Olías del Rey. La esposa nació en Zaragoza el 6 de noviembre de 1759, fue bautizada en la parroquial de San Felipe y falleció en la misma ciudad el 26 de febrero de 1820, siendo enterrada en la cripta de la Basílica del Pilar. Era hija de José Ignacio de Vallabriga y Español, de igual naturaleza, señor de Soliveta en el condado de Ribagorza, teniente coronel de un regimiento de voluntarios de a caballo, y de María Josefa de Rozas y Melfort, III condesa de Castelblanco, en segundas nupcias de esta, nacida en Madrid; nieta de José de Vallabriga Joya y Coscón y de Antonia Español y Ardanuy, de los señores de Soliveta, y materna de José de Rozas y Meléndez de la Cueva, I duque de San Andrés, II conde de Castelblanco, caballero de Alcántara, capitán general de Guatemala y presidente de su Real Audiencia, y de Francisca Drummond de Melfort y Wallace, su tercera mujer, dama de la reina, de los duques de Melfort en Escocia.

Tuvieron tres hijos, que inicialmente se apellidaron Vallabriga pero en 1798 fueron autorizados a usar el apellido y armas de Borbón:
1. Luis María de Borbón y Vallabriga, que sigue,
2. María Teresa de Borbón y Vallabriga, que seguirá,
3. y María Luisa de Borbón y Vallabriga, que casó con Joaquín José Melgarejo y Saurín, duque de San Fernando de Quiroga, grande de España, y no tuvo descendencia. Fue, como su madre y su hermana, dama de la Orden de María Luisa, y está enterrada en la sacristía del palacio de Boadilla del Monte, bajo una sepultura de mármol de Valeriano Salvatierra.

Segunda creación (1794)

La segunda creación del condado se hizo efectiva por real decreto de Carlos IV dado el 25 de abril de 1794, en favor de

• Luis María de Vallabriga, después llamado Luis María de Borbón y Vallabriga, XIV conde de Chinchón, concesionario de la grandeza de España en 1799, marqués de San Martín de la Vega, hijo morganático del infante Luis. Fue como su padre arzobispo de Sevilla y de Toledo, cardenal del título de Santa María della Scala y caballero del Toisón de Oro. De talante liberal y con verdadera vocación religiosa, fue el único miembro de la familia Borbón que quedó en España durante la Guerra de la Independencia. Por ese motivo, y por ser el primado de España, fue presidente de la regencia instaurada por las Cortes de Cádiz de 1808. El regreso del rey Fernando VII, su primo segundo, supuso el final de su carrera política. Está enterrado en la sacristía de la catedral de Toledo, en un mausoleo neoclásico obra de Valeriano Salvatierra. Sin descendientes.

Por cesión y real carta de 1.º de julio de 1803, le sucedió en el condado su hermana

• María Teresa de Borbón y Vallabriga, XV condesa de Chinchón, grande de España, I condesa de Boadilla del Monte (título que fue elevado a marquesado en la persona de su hija Carlota).

Casó en 1797 con Manuel Godoy y Álvarez de Faria, príncipe de la Paz, I duque de la Alcudia y I de Sueca, ambos con grandeza, I barón de Mascalbó, I príncipe de Bassano (título romano) y I conde de Evoramonte (título de Portugal). Este matrimonio fue muy desavenido, y la separación era un hecho desde antes de la caída de Godoy en 1808. Una vez viudo, él volvió a casar en 1829 con la que había sido su amante durante muchos años, Josefa de Tudó y Catalán, condesa de Castillo Fiel, legitimando así la prole que había tenido con ella.

Del matrimonio con la condesa de Chinchón solo quedó una hija supérstite: Carlota, que no solo estaba llamada a suceder en la casa materna, sino también —pese a tener medio hermanos varones legitimados— en los títulos españoles y portugueses de su padre, pues le habían sido otorgados a Godoy «en contemplación de su matrimonio» con una prima carnal de Carlos IV.

Por real carta de 14 de marzo de 1831 sucedió su hija única:

• Carlota Luisa de Godoy y Borbón, II duquesa de Sueca, XVI condesa de Chinchón, dos veces grande de España, I marquesa de Boadilla del Monte, II condesa de Evoramonte. El rey Fernando VII le restituyó la mitad de los bienes incautados a su padre. Heredó la fastuosa colección de obras de arte de su tío el cardenal Luis María de Borbón y Vallabriga, así como todos los cuadros de su tía María Luisa de Borbón y Vallabriga, ambos hermanos de su madre. En 1887 cedió el condado de Chinchón a su nieto Carlos Luis Rúspoli, habiendo obtenido la renuncia de su hijo el duque de la Alcudia, padre del cesionario.

Casó con real licencia en Roma, el 8 de noviembre de 1821, con Camilo Rúspoli y Khevenhüller-Metsch, príncipe romano y del Sacro Imperio, jefe del escuadrón de Dragones del papa León XII, caballero de la Orden de Malta, gran cruz de la de Carlos III y maestrante de Granada. Nacido en Roma el 20 de marzo de 1788 y finado en Florencia el 30 de julio de 1864, fue el tercer hijo varón de Francesco Ruspoli, III príncipe de Cerveteri, III marqués de Riano y VIII conde de Vignanello (títulos romanos), gran maestre del Sacro Hospicio Apostólico, caballero del Toisón de Oro (rama austriaca), chambelán del emperador Francisco II y su embajador en Roma, y de la condesa Leopoldina de Khevenhüller-Metsch, su segunda mujer; nieto de Alessandro Ruspoli, II príncipe de Cerveteri etc., y de Prudenza Marescotti Capizucchi, su segunda mujer y prima carnal, y materno del príncipe Johann Sigismund Friedrich von Khevenhüller-Metsch, también embajador imperial en Roma, y de la princesa Amalia de Liechtenstein. De este matrimonio nacieron dos hijos varones:
1. Adolfo Rúspoli y Godoy, II duque de la Alcudia, grande de España, III conde de Evoramonte, nacido en Burdeos el 28 de diciembre de 1822, que residió principalmente en Madrid y murió viudo en París el 4 de febrero de 1914. Casó con Rosalía Álvarez de Toledo y Silva, nacida en Nápoles el 2 de enero de 1833, que falleció prematuramente en Lucca el 11 de julio de 1865. Hija de Pedro de Alcántara Álvarez de Toledo y Palafox, XVII duque de Medina Sidonia, XIII marqués de Villafranca, etc., cuatro veces grande de España, que fue embajador en San Petersburgo del rey carlista Carlos V, y después —pasado al servicio de Isabel II— senador, gentilhombre y caballerizo mayor de la reina, gran cruz de Carlos III y teniente hermano mayor de la Real Maestranza de Sevilla, y de Joaquina de Silva y Téllez-Girón, su mujer, de los marqueses de Santa Cruz. Fueron padres de
  1. Carlos Luis Rúspoli y Álvarez de Toledo, que sigue;
  2. Joaquín Rúspoli y Álvarez de Toledo, que nació en Madrid el 26 de septiembre de 1859 y falleció en 1904;
  3. José Rúspoli y Álvarez de Toledo, que nació en Madrid el 21 de agosto de 1861 y finó en 1948;
  4. María Teresa Rúspoli y Álvarez de Toledo, que nació en Madrid el 26 de noviembre de 1863 y falleció el 23 de marzo de 1958 en París, donde había casado el 17 de septiembre de 1883 con Henri Cognet de Chappuis de Maubou, hijo de Albin Cognet de la Roue y de Marguerite de Chappuis de Maubou. Con posteridad.
  5. Ignacio Camilo Rúspoli y Álvarez de Toledo (1865-1930), que nació en Pau (Francia) el 31 de enero de 1865 y finó en Madrid el 15 de abril de 1930. Casó con María del Pilar Navacerrada y tuvo descendencia.
  6. María Elena Rúspoli y Álvarez de Toledo, nacida en París el 5 de enero de 1878,
  7. y Pedro de Alcántara Rúspoli y Álvarez de Toledo, nacido en París el 28 de octubre de 1879.
2. Y Luis Rúspoli y Godoy, II marqués de Boadilla del Monte, caballero de honor y devoción de la Orden de Malta, que nació en Roma el 22 de agosto de 1828 y heredó de su padre la villa familiar de Florencia, donde falleció el 21 de diciembre de 1893. Casó dos veces con señoras naturales de esta ciudad. La primera el 5 de octubre de 1852 con Matilda Martellini, nacida el 3 de noviembre de 1819 y finada el 8 de septiembre de 1855, hija del marqués Leonardo Martellini, comendador de la Orden de San José y prior de Pietrasanta en la de San Esteban, consejero y chambelán del gran duque Leopoldo II de Toscana y mayordomo mayor de la gran duquesa viuda María Fernanda, y de su mujer la marquesa María, nacida Nobili, camarera mayor de la misma gran duquesa.[30] Y contrajo segundas nupcias el 7 de febrero de 1863 con Emilia Landi (dei nobili Landi, patrizi di Firenze), nacida el 26 de junio de 1824 y fallecida el 5 de enero de 1894. Con descendencia de ambas, extinta a la segunda generación (véase la voz Marquesado de Boadilla del Monte).

Por cesión y real carta de 31 de enero de 1887, sucedió su nieto

• Carlos Luis Rúspoli y Álvarez de Toledo (1858-1936), III de Sueca y III de la Alcudia, XVII conde de Chinchón, tres veces grande de España de primera clase, IV conde de Evoramonte en Portugal, que nació el 1.º de marzo de 1858 en Madrid, donde murió asesinado el 10 de noviembre de 1936.

Casó dos veces: primera con María del Carmen Caro y Caro, nacida el 18 de mayo de 1865 en Madrid, donde falleció el 24 de abril de 1907. Era hermana de Carlos, conde de Caltavuturo, y de Rosalía Caro y Caro, la consorte del XIX duque de Medina Sidonia, e hija de Carlos Caro y Álvarez de Toledo, XVIII conde de Caltavuturo, de los marqueses de la Romana, y de María de la Encarnación Caro y Gumucio, su mujer.

Y en segundas nupcias casó con Josefa Pardo y Manuel de Villena, de quien no hubo prole, condesa de la Granja de Rocamora, hija de Arturo Pardo e Inchausti, diputado a Cortes, senador vitalicio, gran cruz de Carlos III, maestrante de Zaragoza y gentilhombre de Cámara de S.M. con ejercicio y servidumbre, y de María Isabel Manuel de Villena y Álvarez de las Asturias Bohorques, XIII marquesa de Rafal, IX condesa de Vía Manuel, etc., dos veces grande de España.

Del primer matrimonio nacieron:
1. Rosalía Blanca Rúspoli y Caro, que nació en París el 5 de agosto de 1898 y falleció en Madrid el 28 de junio de 1926. Casó en San Sebastián el 6 de julio de 1921 con Alonso Álvarez de Toledo y Mencos, su primo segundo, IV duque de Zaragoza, VII marqués de Miraflores y IX de Casa Pontejos, XI conde de Eril y XII de los Arcos, cinco veces grande de España, XI marqués de San Felices de Aragón y VIII de Lazán, maestrante de Sevilla, embajador de España de carrera, que nació el 28 de noviembre de 1896 en Madrid, donde falleció el 2 de abril de 1990, habiendo contraído segundas nupcias en 1935 con Rosario Mencos y Armero, que también era su prima segunda, de los marqueses del Nervión. Tuvieron por hija única a 
María del Rosario Álvarez de Toledo y Rúspoli, X marquesa de Casa Pontejos, grande de España, que nació el 5 de noviembre de 1923 en Madrid, donde murió soltera el 12 de febrero de 2017.
2. María de la Encarnación Rúspoli y Caro, que nació el 5 de mayo de 1901 en Madrid, donde finó el 5 de julio de 1965. Casó en esta villa y corte el 26 de abril de 1930 con Mariano del Prado y O’Neill, IX marqués de Acapulco, X de Caicedo, III de los Ogíjares y III del Rincón de San Ildefonso, II conde de Buelna, nacido el 15 de septiembre de 1901 en Madrid, donde falleció en 1963. Con sucesión.
3. Y Camilo Carlos Adolfo Rúspoli y Caro, que sigue.

Por acuerdo de la Diputación de la Grandeza de 1940, Decreto de convalidación de 30 de marzo de 1951 y carta de 12 de febrero de 1952, sucedió su hijo del primer matrimonio

• Camilo Carlos Adolfo Rúspoli y Caro, IV duque de Sueca y IV de la Alcudia, XVIII conde de Chinchón, tres veces grande de España, V marqués de Boadilla del Monte, caballero de honor y devoción de la Orden de Malta y maestrante de Granada. Nació el 5 de junio de 1904 en Madrid, donde expiró el 20 de noviembre de 1975.

Casó en San Sebastián el 7 de octubre de 1931 con María de Belén Morenés y Arteaga, XVIII condesa de Bañares, dama de la misma Orden y Maestranza, nacida en dicha ciudad el 18 de agosto de 1906 y finada en Madrid el 30 de abril de 1999, hija de Luis Morenés y García-Alessón, I marqués de Bassecourt, diputado a Cortes, gentilhombre de Cámara de S.M. con ejercicio y servidumbre, caballero maestrante de Zaragoza y del Real Cuerpo de la Nobleza de Cataluña, comendador de la Legión de Honor de Francia, y de María de las Mercedes de Arteaga y Echagüe, su mujer, de los duques del Infantado, XVII marquesa de Argüeso y XIV de Campoo, XIV condesa de Villada y XVII de Bañares, grande de España, dama de la reina Victoria Eugenia y de la Real Maestranza de Zaragoza. Fueron padres de
1. Carlos Oswaldo Rúspoli y Morenés, que sigue,
2. Luis Adolfo Rúspoli y Morenés, VI marqués de Boadilla del Monte, II barón de Mascalbó,[32] caballero de honor y devoción de la Orden de Malta y maestrante de Granada. Nació el 28 de noviembre de 1933 en Madrid, donde falleció el 25 de mayo de 2011.[33] Casó tres veces: la primera en Madrid el 19 de septiembre de 1960 con María del Carmen Sanchiz y Núñez-Robres, XIII marquesa de la Casta, nacida en Madrid el 28 de febrero de 1942, hija de Hipólito Sanchiz y Arróspide, conde de Valdemar de Bracamonte, de los marqueses del Vasto, y de María del Pilar Núñez-Robres y Rodríguez de Valcárcel, su mujer, de los marqueses de Montortal. Divorciado de esta señora, volvió a casar con Melinda d’Eliassy y Mallet, directora de relaciones exteriores de Chanel en España, que había sido madrastra del presidente de Francia Nicolas Sarkozy. Nacida en Budapest el 16 de abril de 1942 y finada en Madrid 15 de diciembre de 2004, había estado antes casada dos veces: con Paul Sarkozy de Nagy-Bocsa y con Alfonso Calparsoro y Pérez-Navarro,[34] y era hija del diplomático húngaro István d’Eliassy y de Véronique Mallet, su mujer, hija a su vez del banquero francés Ernest Mallet y de la británica lady Mabel Saint Aubyn, de los barones de Saint Levan. Y tras un nuevo divorcio, el marqués contrajo terceras nupcias en Pozuelo de Alarcón el 26 de noviembre de 1999 con Olga Subirana y Pita, nacida en Madrid el 2 de marzo de 1943 y que había estado casada con Juan Eguilior y Puig de la Bellacasa,[35] hija de Luis Subirana Rodríguez y de Carmen Pita y Arechavala. Solo tuvo descendencia del primer matrimonio, del que nacieron:
  1. María Mónica Ruspoli y Sanchiz, VIII marquesa de Boadilla del Monte (desde 2019), nacida el 27 de agosto de 1961 en Madrid, donde casó el 20 de mayo de 1988 con Alonso Dezcallar y Mazarredo, diplomático de carrera, embajador de España en Mauritania y en Croacia, nacido en Madrid el 12 de agosto de 1958, hijo de Rafael Dezcallar y Blanes, coronel de Infantería de Marina, de noble linaje mallorquín, y de María Teresa de Mazarredo y Beutel, su mujer, de los marqueses de Villora. Tienen dos hijas: Mónica y Belén Dezcallar y Rúspoli.
  2. Luis Carlos Ruspoli y Sanchiz, que seguirá, actual duque de Sueca.
  3. Belén Ruspoli y Sanchiz, nacida el 10 de mayo de 1964 en Madrid, donde casó el 19 de abril de 1996 con el noble italiano Cesare Passi e Ferrero, caballero de la Orden de Malta, que goza del tratamiento y predicado de «conde Cesare Passi di Preposulo», nacido en Treviso el 4 de diciembre de 1950, hijo segundo del conde Gian Luca Passi di Preposulo e Zigno, caballero de la misma Orden, y de Elisabetta Ferrero di Cambiano, su mujer, dei marchesi di Cambiano e Cavallerleone.[36] Tienen tres hijos: Alejandro, Carmen y Luca Passi y Ruspoli.
  4. Y Santiago Rúspoli y Sanchiz, nacido el 16 de junio de 1971 en Madrid, donde falleció soltero e incapacitado el 2 de mayo de 1996.
3. Y Enrique Jaime Rúspoli y Morenés, XIX conde de Bañares, nacido en Madrid 2 de febrero de 1935, guardia noble y gentilhombre de S.S. el Papa, caballero de las Órdenes de Malta y Piana y de la Real Maestranza de Granada. Doctor en Filososfía por la Universidad Complutense y profesor en ella de Teoría del Conocimiento, miembro de los patronatos del Museo del Prado, la Fundación Tomás Moro y la Fundación Ideas e Investigaciones Históricas. Hombre de vastísima cultura, es autor de monografías sobre filosofía e historiográficas, varias de ellas sobre la figura de su antepasado Manuel Godoy,[37] y ha publicado numerosos artículos sobre temas filosóficos, estéticos y culturales en revistas especializadas y en la prensa diaria. Último dueño hereditario del Palacio del Infante Don Luis, donde organizaba conciertos y seminarios sobre música clásica. En mayo de 1998 se lo expropió el ayuntamiento de Boadilla del Monte con una fuerte indemnización.[38]

Por orden publicada en el BOE del 3 de enero de 1978 y real carta de 16 de octubre siguiente, sucedió su hijo

• Carlos Oswaldo Rúspoli y Morenés (1932-2016), V duque de Sueca y V de la Alcudia, XIX conde de Chinchón, tres veces grande de España, caballero de Malta y de la Real Maestranza de Granada, que nació en San Sebastián el 5 de agosto de 1932 y falleció viudo y sin descendencia en Madrid el 25 de octubre de 2016.

Casó en 1980, en el palacio de Boadilla, con María del Rosario Herbosch y Huidobro, finada en febrero de 2016, hija del belga Olivier Herbosch Lodie y de la española María del Rosario Huidobro y Cavanilles. Sin posteridad.

#### Actual titular
Por orden publicada en el BOE del 4 de julio de 2018 y real carta de 12 de julio siguiente, sucedió su sobrino

• Luis Carlos Ruspoli y Sanchiz, VI duque de Sueca y VI de la Alcudia, XX y actual conde de Chinchón, VII marqués de Boadilla del Monte y III barón de Mascalbó, tres veces grande de España de primera clase, nacido en Madrid el 4 de abril de 1963.

En 1997 sucedió en el título de barón de Mascalbó por cesión de su padre; en 2012 en el marquesado de Boadilla por muerte del mismo, y en 2018 en las tres grandezas por fallecimiento de su tío Carlos. En 2019 cedió el ducado de la Alcudia a su hijo primogénito, la baronia de Mascalbó al segundogénito y el marquesado de Boadilla del Monte a su hermana mayor.

Casó en Madrid el 8 de febrero de 1992, iglesia de San Francisco de Borja, con María Álvarez de las Asturias Bohorques y Rumeu, hija de Luis Álvarez de las Asturias Bohorques y Silva, de los duques de Gor, caballero maestrante de Granada, y de María Leticia Rumeu de Armas y Cruzat, su mujer, de los marqueses de Casa Argudín.

Tienen cuatro hijos varones:
1. Carlos Ruspoli y Álvarez de las Asturias Bohorques, VII duque de la Alcudia, inmediato sucesor en las casas de Sueca y Chinchón, caballero maestrante de la Real de Granada, nacido en Madrid el 10 de agosto de 1993.
2. Luis Ruspoli y Álvarez de las Asturias Bohorques, IV barón de Mascalbó, maestrante de Granada, nacido en Madrid el 24 de agosto de 1994.
3. Juan Ruspoli y Álvarez de las Asturias Bohorques, maestrante de Granada, nacido en Madrid el 20 de octubre de 1996.
4. Y Jaime Ruspoli y Álvarez de las Asturias Bohorques, maestrante de Granada, nacido en Madrid el 10 de marzo de 2000.

## Árboles genealógicos

### Casa de Cabrera y descendientes
|                                                                        |                                                                        |                                                                        |                                                                        |                                                                        |                                                                        |  |  |                                                            |                                                            |                                                            |                                                            |                                                            |                                                            |  |  | Fernando de Cabrera y Bobadilla, I conde de Chinchón († 1521) |                                                        |                                                        |                                                        |                                                        |                                                        |  |  | |                                                                |                                                                |                                                                |                                                                |                                                                |  |  |                                                                                |                                                                                |                                                                                |                                                                                |                                                                                |                                                                                |  |  |                                                                         |                                                                         |                                                                         |                                                                         |                                                                         |                                                                         |  |  |  |  |  |  |  |  |  |  |  |  |  |  |  |  |  |  |  |  |  |  |  |  |  |  |  |  |
|                                                                        |                                                                        |                                                                        |                                                                        |                                                                        |                                                                        |  |  |                                                            |                                                            |                                                            |                                                            |                                                            |                                                            |  |  |                                                               |                                                        |                                                        |                                                        |                                                        |                                                        |  |  | |                                                                |                                                                |                                                                |                                                                |                                                                |  |  |                                                                                |                                                                                |                                                                                |                                                                                |                                                                                |                                                                                |  |  |                                                                         |                                                                         |                                                                         |                                                                         |                                                                         |                                                                         |  |  |  |  |  |  |  |  |  |  |  |  |  |  |  |  |  |  |  |  |  |  |  |  |  |  |  |  |
|                                                                        |                                                                        |                                                                        |                                                                        |                                                                        |                                                                        |  |  |                                                            |                                                            |                                                            |                                                            |                                                            |                                                            |  |  | Pedro de Cabrera y Bobadilla, II conde de Chinchón († 1575)   |                                                        |                                                        |                                                        |                                                        |                                                        |  |  | |                                                                |                                                                |                                                                |                                                                |                                                                |  |  |                                                                                |                                                                                |                                                                                |                                                                                |                                                                                |                                                                                |  |  |                                                                         |                                                                         |                                                                         |                                                                         |                                                                         |                                                                         |  |  |  |  |  |  |  |  |  |  |  |  |  |  |  |  |  |  |  |  |  |  |  |  |  |  |  |  |
|                                                                        |                                                                        |                                                                        |                                                                        |                                                                        |                                                                        |  |  |                                                            |                                                            |                                                            |                                                            |                                                            |                                                            |  |  |                                                               |                                                        |                                                        |                                                        |                                                        |                                                        |  |  | |                                                                |                                                                |                                                                |                                                                |                                                                |  |  |                                                                                |                                                                                |                                                                                |                                                                                |                                                                                |                                                                                |  |  |                                                                         |                                                                         |                                                                         |                                                                         |                                                                         |                                                                         |  |  |  |  |  |  |  |  |  |  |  |  |  |  |  |  |  |  |  |  |  |  |  |  |  |  |  |  |
|                                                                        |                                                                        |                                                                        |                                                                        |                                                                        |                                                                        |  |  |                                                            |                                                            |                                                            |                                                            |                                                            |                                                            |  |  |                                                               |                                                        |                                                        |                                                        |                                                        |                                                        |  |  | |                                                                |                                                                |                                                                |                                                                |                                                                |  |  |                                                                                |                                                                                |                                                                                |                                                                                |                                                                                |                                                                                |  |  |                                                                         |                                                                         |                                                                         |                                                                         |                                                                         |                                                                         |  |  |  |  |  |  |  |  |  |  |  |  |  |  |  |  |  |  |  |  |  |  |  |  |  |  |  |  |
| Diego de Cabrera y Bobadilla, III conde de Chinchón                    | Diego de Cabrera y Bobadilla, III conde de Chinchón                    | Diego de Cabrera y Bobadilla, III conde de Chinchón                    | Diego de Cabrera y Bobadilla, III conde de Chinchón                    | Diego de Cabrera y Bobadilla, III conde de Chinchón                    | Diego de Cabrera y Bobadilla, III conde de Chinchón                    |  |  |                                                            |                                                            |                                                            |                                                            |                                                            |                                                            |  |  | Teresa de la Cueva, condesa de Lemos († 1602)                 | Teresa de la Cueva, condesa de Lemos († 1602)          | Teresa de la Cueva, condesa de Lemos († 1602)          | Teresa de la Cueva, condesa de Lemos († 1602)          | Teresa de la Cueva, condesa de Lemos († 1602)          | Teresa de la Cueva, condesa de Lemos († 1602)          |  |  | Mariana de la Cerda, condesa de la Somaglia                                                              | Mariana de la Cerda, condesa de la Somaglia                    | Mariana de la Cerda, condesa de la Somaglia                    | Mariana de la Cerda, condesa de la Somaglia                    | Mariana de la Cerda, condesa de la Somaglia                    | Mariana de la Cerda, condesa de la Somaglia                    |  |  |                                                                                |                                                                                |                                                                                |                                                                                |                                                                                |                                                                                |  |  |                                                                         |                                                                         |                                                                         |                                                                         |                                                                         |                                                                         |  |  |  |  |  |  |  |  |  |  |  |  |  |  |  |  |  |  |  |  |  |  |  |  |  |  |  |  |
| Diego de Cabrera y Bobadilla, III conde de Chinchón                    | Diego de Cabrera y Bobadilla, III conde de Chinchón                    | Diego de Cabrera y Bobadilla, III conde de Chinchón                    | Diego de Cabrera y Bobadilla, III conde de Chinchón                    | Diego de Cabrera y Bobadilla, III conde de Chinchón                    | Diego de Cabrera y Bobadilla, III conde de Chinchón                    |  |  |                                                            |                                                            |                                                            |                                                            |                                                            |                                                            |  |  | Teresa de la Cueva, condesa de Lemos († 1602)                 | Teresa de la Cueva, condesa de Lemos († 1602)          | Teresa de la Cueva, condesa de Lemos († 1602)          | Teresa de la Cueva, condesa de Lemos († 1602)          | Teresa de la Cueva, condesa de Lemos († 1602)          | Teresa de la Cueva, condesa de Lemos († 1602)          |  |  | Mariana de la Cerda, condesa de la Somaglia                                                              | Mariana de la Cerda, condesa de la Somaglia                    | Mariana de la Cerda, condesa de la Somaglia                    | Mariana de la Cerda, condesa de la Somaglia                    | Mariana de la Cerda, condesa de la Somaglia                    | Mariana de la Cerda, condesa de la Somaglia                    |  |  |                                                                                |                                                                                |                                                                                |                                                                                |                                                                                |                                                                                |  |  |                                                                         |                                                                         |                                                                         |                                                                         |                                                                         |                                                                         |  |  |  |  |  |  |  |  |  |  |  |  |  |  |  |  |  |  |  |  |  |  |  |  |  |  |  |  |
| Luis Jerónimo de Cabrera y Bobadilla, IV conde de Chinchón (1589-1647) | Luis Jerónimo de Cabrera y Bobadilla, IV conde de Chinchón (1589-1647) | Luis Jerónimo de Cabrera y Bobadilla, IV conde de Chinchón (1589-1647) | Luis Jerónimo de Cabrera y Bobadilla, IV conde de Chinchón (1589-1647) | Luis Jerónimo de Cabrera y Bobadilla, IV conde de Chinchón (1589-1647) | Luis Jerónimo de Cabrera y Bobadilla, IV conde de Chinchón (1589-1647) |  |  |                                                            |                                                            |                                                            |                                                            |                                                            |                                                            |  |  | Andrés de Castro Cabrera y Bobadilla († 1647)                 | Andrés de Castro Cabrera y Bobadilla († 1647)          | Andrés de Castro Cabrera y Bobadilla († 1647)          | Andrés de Castro Cabrera y Bobadilla († 1647)          | Andrés de Castro Cabrera y Bobadilla († 1647)          | Andrés de Castro Cabrera y Bobadilla († 1647)          |  |  | Margarita Cavazzi, princesa de Venafro († 1613)                                                          | Margarita Cavazzi, princesa de Venafro († 1613)                | Margarita Cavazzi, princesa de Venafro († 1613)                | Margarita Cavazzi, princesa de Venafro († 1613)                | Margarita Cavazzi, princesa de Venafro († 1613)                | Margarita Cavazzi, princesa de Venafro († 1613)                |  |  |                                                                                |                                                                                |                                                                                |                                                                                |                                                                                |                                                                                |  |  |                                                                         |                                                                         |                                                                         |                                                                         |                                                                         |                                                                         |  |  |  |  |  |  |  |  |  |  |  |  |  |  |  |  |  |  |  |  |  |  |  |  |  |  |  |  |
| Luis Jerónimo de Cabrera y Bobadilla, IV conde de Chinchón (1589-1647) | Luis Jerónimo de Cabrera y Bobadilla, IV conde de Chinchón (1589-1647) | Luis Jerónimo de Cabrera y Bobadilla, IV conde de Chinchón (1589-1647) | Luis Jerónimo de Cabrera y Bobadilla, IV conde de Chinchón (1589-1647) | Luis Jerónimo de Cabrera y Bobadilla, IV conde de Chinchón (1589-1647) | Luis Jerónimo de Cabrera y Bobadilla, IV conde de Chinchón (1589-1647) |  |  |                                                            |                                                            |                                                            |                                                            |                                                            |                                                            |  |  | Andrés de Castro Cabrera y Bobadilla († 1647)                 | Andrés de Castro Cabrera y Bobadilla († 1647)          | Andrés de Castro Cabrera y Bobadilla († 1647)          | Andrés de Castro Cabrera y Bobadilla († 1647)          | Andrés de Castro Cabrera y Bobadilla († 1647)          | Andrés de Castro Cabrera y Bobadilla († 1647)          |  |  | Margarita Cavazzi, princesa de Venafro († 1613)                                                          | Margarita Cavazzi, princesa de Venafro († 1613)                | Margarita Cavazzi, princesa de Venafro († 1613)                | Margarita Cavazzi, princesa de Venafro († 1613)                | Margarita Cavazzi, princesa de Venafro († 1613)                | Margarita Cavazzi, princesa de Venafro († 1613)                |  |  |                                                                                |                                                                                |                                                                                |                                                                                |                                                                                |                                                                                |  |  |                                                                         |                                                                         |                                                                         |                                                                         |                                                                         |                                                                         |  |  |  |  |  |  |  |  |  |  |  |  |  |  |  |  |  |  |  |  |  |  |  |  |  |  |  |  |
|                                                                        |                                                                        |                                                                        |                                                                        |                                                                        |                                                                        |  |  |                                                            |                                                            |                                                            |                                                            |                                                            |                                                            |  |  |                                                               |                                                        |                                                        |                                                        |                                                        |                                                        |  |  | |                                                                |                                                                |                                                                |                                                                |                                                                |  |  |                                                                                |                                                                                |                                                                                |                                                                                |                                                                                |                                                                                |  |  |                                                                         |                                                                         |                                                                         |                                                                         |                                                                         |                                                                         |  |  |  |  |  |  |  |  |  |  |  |  |  |  |  |  |  |  |  |  |  |  |  |  |  |  |  |  |
| Francisco de Cabrera y Bobadilla, V conde de Chinchón (1629-1665)      | Francisco de Cabrera y Bobadilla, V conde de Chinchón (1629-1665)      | Francisco de Cabrera y Bobadilla, V conde de Chinchón (1629-1665)      | Francisco de Cabrera y Bobadilla, V conde de Chinchón (1629-1665)      | Francisco de Cabrera y Bobadilla, V conde de Chinchón (1629-1665)      | Francisco de Cabrera y Bobadilla, V conde de Chinchón (1629-1665)      |  |  | Inés de Castro, VI condesa de Chinchón († 1665)            | Inés de Castro, VI condesa de Chinchón († 1665)            | Inés de Castro, VI condesa de Chinchón († 1665)            | Inés de Castro, VI condesa de Chinchón († 1665)            | Inés de Castro, VI condesa de Chinchón († 1665)            | Inés de Castro, VI condesa de Chinchón († 1665)            |  |  | Francisca de Castro, VIII condesa de Chinchón († 1687)        | Francisca de Castro, VIII condesa de Chinchón († 1687) | Francisca de Castro, VIII condesa de Chinchón († 1687) | Francisca de Castro, VIII condesa de Chinchón († 1687) | Francisca de Castro, VIII condesa de Chinchón († 1687) | Francisca de Castro, VIII condesa de Chinchón († 1687) |  |  | Cardenal Francisco Peretti, II príncipe de Venafro (1595-1693)                                           | Cardenal Francisco Peretti, II príncipe de Venafro (1595-1693) | Cardenal Francisco Peretti, II príncipe de Venafro (1595-1693) | Cardenal Francisco Peretti, II príncipe de Venafro (1595-1693) | Cardenal Francisco Peretti, II príncipe de Venafro (1595-1693) | Cardenal Francisco Peretti, II príncipe de Venafro (1595-1693) |  |  | María Feliche Peretti, princesa de Albano, III princesa de Venafro (1603-1650) | María Feliche Peretti, princesa de Albano, III princesa de Venafro (1603-1650) | María Feliche Peretti, princesa de Albano, III princesa de Venafro (1603-1650) | María Feliche Peretti, princesa de Albano, III princesa de Venafro (1603-1650) | María Feliche Peretti, princesa de Albano, III princesa de Venafro (1603-1650) | María Feliche Peretti, princesa de Albano, III princesa de Venafro (1603-1650) |  |  |                                                                         |                                                                         |                                                                         |                                                                         |                                                                         |                                                                         |  |  |  |  |  |  |  |  |  |  |  |  |  |  |  |  |  |  |  |  |  |  |  |  |  |  |  |  |
| Francisco de Cabrera y Bobadilla, V conde de Chinchón (1629-1665)      | Francisco de Cabrera y Bobadilla, V conde de Chinchón (1629-1665)      | Francisco de Cabrera y Bobadilla, V conde de Chinchón (1629-1665)      | Francisco de Cabrera y Bobadilla, V conde de Chinchón (1629-1665)      | Francisco de Cabrera y Bobadilla, V conde de Chinchón (1629-1665)      | Francisco de Cabrera y Bobadilla, V conde de Chinchón (1629-1665)      |  |  | Inés de Castro, VI condesa de Chinchón († 1665)            | Inés de Castro, VI condesa de Chinchón († 1665)            | Inés de Castro, VI condesa de Chinchón († 1665)            | Inés de Castro, VI condesa de Chinchón († 1665)            | Inés de Castro, VI condesa de Chinchón († 1665)            | Inés de Castro, VI condesa de Chinchón († 1665)            |  |  | Francisca de Castro, VIII condesa de Chinchón († 1687)        | Francisca de Castro, VIII condesa de Chinchón († 1687) | Francisca de Castro, VIII condesa de Chinchón († 1687) | Francisca de Castro, VIII condesa de Chinchón († 1687) | Francisca de Castro, VIII condesa de Chinchón († 1687) | Francisca de Castro, VIII condesa de Chinchón († 1687) |  |  | Cardenal Francisco Peretti, II príncipe de Venafro (1595-1693)                                           | Cardenal Francisco Peretti, II príncipe de Venafro (1595-1693) | Cardenal Francisco Peretti, II príncipe de Venafro (1595-1693) | Cardenal Francisco Peretti, II príncipe de Venafro (1595-1693) | Cardenal Francisco Peretti, II príncipe de Venafro (1595-1693) | Cardenal Francisco Peretti, II príncipe de Venafro (1595-1693) |  |  | María Feliche Peretti, princesa de Albano, III princesa de Venafro (1603-1650) | María Feliche Peretti, princesa de Albano, III princesa de Venafro (1603-1650) | María Feliche Peretti, princesa de Albano, III princesa de Venafro (1603-1650) | María Feliche Peretti, princesa de Albano, III princesa de Venafro (1603-1650) | María Feliche Peretti, princesa de Albano, III princesa de Venafro (1603-1650) | María Feliche Peretti, princesa de Albano, III princesa de Venafro (1603-1650) |  |  |                                                                         |                                                                         |                                                                         |                                                                         |                                                                         |                                                                         |  |  |  |  |  |  |  |  |  |  |  |  |  |  |  |  |  |  |  |  |  |  |  |  |  |  |  |  |
|                                                                        |                                                                        |                                                                        |                                                                        |                                                                        |                                                                        |  |  |                                                            |                                                            |                                                            |                                                            |                                                            |                                                            |  |  |                                                               |                                                        |                                                        |                                                        |                                                        |                                                        |  |  | |                                                                |                                                                |                                                                |                                                                |                                                                |  |  |                                                                                |                                                                                |                                                                                |                                                                                |                                                                                |                                                                                |  |  |                                                                         |                                                                         |                                                                         |                                                                         |                                                                         |                                                                         |  |  |  |  |  |  |  |  |  |  |  |  |  |  |  |  |  |  |  |  |  |  |  |  |  |  |  |  |
|                                                                        |                                                                        |                                                                        |                                                                        |                                                                        |                                                                        |  |  | Francisca de Cárdenas, VII condesa de Chinchón (1629-1665) | Francisca de Cárdenas, VII condesa de Chinchón (1629-1665) | Francisca de Cárdenas, VII condesa de Chinchón (1629-1665) | Francisca de Cárdenas, VII condesa de Chinchón (1629-1665) | Francisca de Cárdenas, VII condesa de Chinchón (1629-1665) | Francisca de Cárdenas, VII condesa de Chinchón (1629-1665) |  |  |                                                               |                                                        |                                                        |                                                        |                                                        |                                                        |  |  | |                                                                |                                                                |                                                                |                                                                |                                                                |  |  | Margarita Savelli, duquesa de Citanova († 1690)                                | Margarita Savelli, duquesa de Citanova († 1690)                                | Margarita Savelli, duquesa de Citanova († 1690)                                | Margarita Savelli, duquesa de Citanova († 1690)                                | Margarita Savelli, duquesa de Citanova († 1690)                                | Margarita Savelli, duquesa de Citanova († 1690)                                |  |  | Julio Savelli, III príncipe de Albano, IX conde de Chinchón (1626-1712) | Julio Savelli, III príncipe de Albano, IX conde de Chinchón (1626-1712) | Julio Savelli, III príncipe de Albano, IX conde de Chinchón (1626-1712) | Julio Savelli, III príncipe de Albano, IX conde de Chinchón (1626-1712) | Julio Savelli, III príncipe de Albano, IX conde de Chinchón (1626-1712) | Julio Savelli, III príncipe de Albano, IX conde de Chinchón (1626-1712) |  |  |  |  |  |  |  |  |  |  |  |  |  |  |  |  |  |  |  |  |  |  |  |  |  |  |  |  |
|                                                                        |                                                                        |                                                                        |                                                                        |                                                                        |                                                                        |  |  | Francisca de Cárdenas, VII condesa de Chinchón (1629-1665) | Francisca de Cárdenas, VII condesa de Chinchón (1629-1665) | Francisca de Cárdenas, VII condesa de Chinchón (1629-1665) | Francisca de Cárdenas, VII condesa de Chinchón (1629-1665) | Francisca de Cárdenas, VII condesa de Chinchón (1629-1665) | Francisca de Cárdenas, VII condesa de Chinchón (1629-1665) |  |  |                                                               |                                                        |                                                        |                                                        |                                                        |                                                        |  |  | |                                                                |                                                                |                                                                |                                                                |                                                                |  |  | Margarita Savelli, duquesa de Citanova († 1690)                                | Margarita Savelli, duquesa de Citanova († 1690)                                | Margarita Savelli, duquesa de Citanova († 1690)                                | Margarita Savelli, duquesa de Citanova († 1690)                                | Margarita Savelli, duquesa de Citanova († 1690)                                | Margarita Savelli, duquesa de Citanova († 1690)                                |  |  | Julio Savelli, III príncipe de Albano, IX conde de Chinchón (1626-1712) | Julio Savelli, III príncipe de Albano, IX conde de Chinchón (1626-1712) | Julio Savelli, III príncipe de Albano, IX conde de Chinchón (1626-1712) | Julio Savelli, III príncipe de Albano, IX conde de Chinchón (1626-1712) | Julio Savelli, III príncipe de Albano, IX conde de Chinchón (1626-1712) | Julio Savelli, III príncipe de Albano, IX conde de Chinchón (1626-1712) |  |  |  |  |  |  |  |  |  |  |  |  |  |  |  |  |  |  |  |  |  |  |  |  |  |  |  |  |
|                                                                        |                                                                        |                                                                        |                                                                        |                                                                        |                                                                        |  |  |                                                            |                                                            |                                                            |                                                            |                                                            |                                                            |  |  |                                                               |                                                        |                                                        |                                                        |                                                        |                                                        |  |  | |                                                                |                                                                |                                                                |                                                                |                                                                |  |  | Livia Cesarini, duquesa Sforza Cesarini († 1712)                               |                                                                                |                                                                                |                                                                                |                                                                                |                                                                                |  |  |                                                                         |                                                                         |                                                                         |                                                                         |                                                                         |                                                                         |  |  |  |  |  |  |  |  |  |  |  |  |  |  |  |  |  |  |  |  |  |  |  |  |  |  |  |  |
|                                                                        |                                                                        |                                                                        |                                                                        |                                                                        |                                                                        |  |  |                                                            |                                                            |                                                            |                                                            |                                                            |                                                            |  |  |                                                               |                                                        |                                                        |                                                        |                                                        |                                                        |  |  | |                                                                |                                                                |                                                                |                                                                |                                                                |  |  |                                                                                |                                                                                |                                                                                |                                                                                |                                                                                |                                                                                |  |  |                                                                         |                                                                         |                                                                         |                                                                         |                                                                         |                                                                         |  |  |  |  |  |  |  |  |  |  |  |  |  |  |  |  |  |  |  |  |  |  |  |  |  |  |  |  |
|                                                                        |                                                                        |                                                                        |                                                                        |                                                                        |                                                                        |  |  |                                                            |                                                            |                                                            |                                                            |                                                            |                                                            |  |  |                                                               |                                                        |                                                        |                                                        |                                                        |                                                        |  |  | |                                                                |                                                                |                                                                |                                                                |                                                                |  |  |                                                                                |                                                                                |                                                                                |                                                                                |                                                                                |                                                                                |  |  |                                                                         |                                                                         |                                                                         |                                                                         |                                                                         |                                                                         |  |  |  |  |  |  |  |  |  |  |  |  |  |  |  |  |  |  |  |  |  |  |  |  |  |  |  |  |
|                                                                        |                                                                        |                                                                        |                                                                        |                                                                        |                                                                        |  |  |                                                            |                                                            |                                                            |                                                            |                                                            |                                                            |  |  |                                                               |                                                        |                                                        |                                                        |                                                        |                                                        |  |  | Cayetano Sforza Cesarini, II duque Sforza Cesarini (1674-1727)                                           | Cayetano Sforza Cesarini, II duque Sforza Cesarini (1674-1727) | Cayetano Sforza Cesarini, II duque Sforza Cesarini (1674-1727) | Cayetano Sforza Cesarini, II duque Sforza Cesarini (1674-1727) | Cayetano Sforza Cesarini, II duque Sforza Cesarini (1674-1727) | Cayetano Sforza Cesarini, II duque Sforza Cesarini (1674-1727) |  |  | Juan Jorge Sforza Cesarini, X conde de Chinchón (1678-1729)                    | Juan Jorge Sforza Cesarini, X conde de Chinchón (1678-1729)                    | Juan Jorge Sforza Cesarini, X conde de Chinchón (1678-1729)                    | Juan Jorge Sforza Cesarini, X conde de Chinchón (1678-1729)                    | Juan Jorge Sforza Cesarini, X conde de Chinchón (1678-1729)                    | Juan Jorge Sforza Cesarini, X conde de Chinchón (1678-1729)                    |  |  |                                                                         |                                                                         |                                                                         |                                                                         |                                                                         |                                                                         |  |  |  |  |  |  |  |  |  |  |  |  |  |  |  |  |  |  |  |  |  |  |  |  |  |  |  |  |
|                                                                        |                                                                        |                                                                        |                                                                        |                                                                        |                                                                        |  |  |                                                            |                                                            |                                                            |                                                            |                                                            |                                                            |  |  |                                                               |                                                        |                                                        |                                                        |                                                        |                                                        |  |  | Cayetano Sforza Cesarini, II duque Sforza Cesarini (1674-1727)                                           | Cayetano Sforza Cesarini, II duque Sforza Cesarini (1674-1727) | Cayetano Sforza Cesarini, II duque Sforza Cesarini (1674-1727) | Cayetano Sforza Cesarini, II duque Sforza Cesarini (1674-1727) | Cayetano Sforza Cesarini, II duque Sforza Cesarini (1674-1727) | Cayetano Sforza Cesarini, II duque Sforza Cesarini (1674-1727) |  |  | Juan Jorge Sforza Cesarini, X conde de Chinchón (1678-1729)                    | Juan Jorge Sforza Cesarini, X conde de Chinchón (1678-1729)                    | Juan Jorge Sforza Cesarini, X conde de Chinchón (1678-1729)                    | Juan Jorge Sforza Cesarini, X conde de Chinchón (1678-1729)                    | Juan Jorge Sforza Cesarini, X conde de Chinchón (1678-1729)                    | Juan Jorge Sforza Cesarini, X conde de Chinchón (1678-1729)                    |  |  |                                                                         |                                                                         |                                                                         |                                                                         |                                                                         |                                                                         |  |  |  |  |  |  |  |  |  |  |  |  |  |  |  |  |  |  |  |  |  |  |  |  |  |  |  |  |
|                                                                        |                                                                        |                                                                        |                                                                        |                                                                        |                                                                        |  |  |                                                            |                                                            |                                                            |                                                            |                                                            |                                                            |  |  |                                                               |                                                        |                                                        |                                                        |                                                        |                                                        |  |  | José Sforza Cesarini, III duque Sforza Cesarini, XI conde de Chinchón (1705-1744)                        |                                                                |                                                                |                                                                |                                                                |                                                                |  |  |                                                                                |                                                                                |                                                                                |                                                                                |                                                                                |                                                                                |  |  |                                                                         |                                                                         |                                                                         |                                                                         |                                                                         |                                                                         |  |  |  |  |  |  |  |  |  |  |  |  |  |  |  |  |  |  |  |  |  |  |  |  |  |  |  |  |
|                                                                        |                                                                        |                                                                        |                                                                        |                                                                        |                                                                        |  |  |                                                            |                                                            |                                                            |                                                            |                                                            |                                                            |  |  |                                                               |                                                        |                                                        |                                                        |                                                        |                                                        |  |  | |                                                                |                                                                |                                                                |                                                                |                                                                |  |  |                                                                                |                                                                                |                                                                                |                                                                                |                                                                                |                                                                                |  |  |                                                                         |                                                                         |                                                                         |                                                                         |                                                                         |                                                                         |  |  |  |  |  |  |  |  |  |  |  |  |  |  |  |  |  |  |  |  |  |  |  |  |  |  |  |  |
|                                                                        |                                                                        |                                                                        |                                                                        |                                                                        |                                                                        |  |  |                                                            |                                                            |                                                            |                                                            |                                                            |                                                            |  |  |                                                               |                                                        |                                                        |                                                        |                                                        |                                                        |  |  | Felipe Sforza Cesarini, IV duque Sforza Cesarini (1727-1764) Con sucesión en los duques Sforza Cesarini. |                                                                |                                                                |                                                                |                                                                |                                                                |  |  |                                                                                |                                                                                |                                                                                |                                                                                |                                                                                |                                                                                |  |  |                                                                         |                                                                         |                                                                         |                                                                         |                                                                         |                                                                         |  |  |  |  |  |  |  |  |  |  |  |  |  |  |  |  |  |  |  |  |  |  |  |  |  |  |  |  |

### Casa de Borbón y descendientes
|                                                                                       |                                                                                       |                                                                                       |                                                                                       |                                                                                       |                                                                                       |  |  | Felipe V de España (1683-1746)                                        |                                                                       |                                                                       |                                                                       |                                                                                      |                                                                                      |                                                                                      |                                                                                      |                                                                                      |                                                                                      |                                                                                |                                                                                |                                                                                |                                                                                |                                                            |                                                            |                                                            |                                                            |  |  |  |  |  |  |  |  |  |  |  |  |  |  |
|                                                                                       |                                                                                       |                                                                                       |                                                                                       |                                                                                       |                                                                                       |  |  |                                                                       |                                                                       |                                                                       |                                                                       |                                                                                      |                                                                                      |                                                                                      |                                                                                      |                                                                                      |                                                                                      |                                                                                |                                                                                |                                                                                |                                                                                |                                                            |                                                            |                                                            |                                                            |  |  |  |  |  |  |  |  |  |  |  |  |  |  |
|                                                                                       |                                                                                       |                                                                                       |                                                                                       |                                                                                       |                                                                                       |  |  |                                                                       |                                                                       |                                                                       |                                                                       |                                                                                      |                                                                                      |                                                                                      |                                                                                      |                                                                                      |                                                                                      |                                                                                |                                                                                |                                                                                |                                                                                |                                                            |                                                            |                                                            |                                                            |  |  |  |  |  |  |  |  |  |  |  |  |  |  |
| Felipe I de Borbón, duque de Parma, XII conde de Chinchón (1720-1765)                 | Felipe I de Borbón, duque de Parma, XII conde de Chinchón (1720-1765)                 | Felipe I de Borbón, duque de Parma, XII conde de Chinchón (1720-1765)                 | Felipe I de Borbón, duque de Parma, XII conde de Chinchón (1720-1765)                 | Felipe I de Borbón, duque de Parma, XII conde de Chinchón (1720-1765)                 | Felipe I de Borbón, duque de Parma, XII conde de Chinchón (1720-1765)                 |  |  | Luis de Borbón, infante de España, XIII conde de Chinchón (1727-1785) | Luis de Borbón, infante de España, XIII conde de Chinchón (1727-1785) | Luis de Borbón, infante de España, XIII conde de Chinchón (1727-1785) | Luis de Borbón, infante de España, XIII conde de Chinchón (1727-1785) | Luis de Borbón, infante de España, XIII conde de Chinchón (1727-1785)                | Luis de Borbón, infante de España, XIII conde de Chinchón (1727-1785)                |                                                                                      |                                                                                      |                                                                                      |                                                                                      |                                                                                |                                                                                |                                                                                |                                                                                |                                                            |                                                            |                                                            |                                                            |  |  |  |  |  |  |  |  |  |  |  |  |  |  |
| Felipe I de Borbón, duque de Parma, XII conde de Chinchón (1720-1765)                 | Felipe I de Borbón, duque de Parma, XII conde de Chinchón (1720-1765)                 | Felipe I de Borbón, duque de Parma, XII conde de Chinchón (1720-1765)                 | Felipe I de Borbón, duque de Parma, XII conde de Chinchón (1720-1765)                 | Felipe I de Borbón, duque de Parma, XII conde de Chinchón (1720-1765)                 | Felipe I de Borbón, duque de Parma, XII conde de Chinchón (1720-1765)                 |  |  | Luis de Borbón, infante de España, XIII conde de Chinchón (1727-1785) | Luis de Borbón, infante de España, XIII conde de Chinchón (1727-1785) | Luis de Borbón, infante de España, XIII conde de Chinchón (1727-1785) | Luis de Borbón, infante de España, XIII conde de Chinchón (1727-1785) | Luis de Borbón, infante de España, XIII conde de Chinchón (1727-1785)                | Luis de Borbón, infante de España, XIII conde de Chinchón (1727-1785)                |                                                                                      |                                                                                      |                                                                                      |                                                                                      |                                                                                |                                                                                |                                                                                |                                                                                |                                                            |                                                            |                                                            |                                                            |  |  |  |  |  |  |  |  |  |  |  |  |  |  |
|                                                                                       |                                                                                       |                                                                                       |                                                                                       |                                                                                       |                                                                                       |  |  |                                                                       |                                                                       |                                                                       |                                                                       |                                                                                      |                                                                                      |                                                                                      |                                                                                      |                                                                                      |                                                                                      |                                                                                |                                                                                |                                                                                |                                                                                |                                                            |                                                            |                                                            |                                                            |  |  |  |  |  |  |  |  |  |  |  |  |  |  |
| Fernando I de Borbón, duque de Parma (1751-1802) Con sucesión en los duques de Parma. | Fernando I de Borbón, duque de Parma (1751-1802) Con sucesión en los duques de Parma. | Fernando I de Borbón, duque de Parma (1751-1802) Con sucesión en los duques de Parma. | Fernando I de Borbón, duque de Parma (1751-1802) Con sucesión en los duques de Parma. | Fernando I de Borbón, duque de Parma (1751-1802) Con sucesión en los duques de Parma. | Fernando I de Borbón, duque de Parma (1751-1802) Con sucesión en los duques de Parma. |  |  | Luis de Borbón, cardenal y regente, XIV conde de Chinchón (1777-1823) | Luis de Borbón, cardenal y regente, XIV conde de Chinchón (1777-1823) | Luis de Borbón, cardenal y regente, XIV conde de Chinchón (1777-1823) | Luis de Borbón, cardenal y regente, XIV conde de Chinchón (1777-1823) | Luis de Borbón, cardenal y regente, XIV conde de Chinchón (1777-1823)                | Luis de Borbón, cardenal y regente, XIV conde de Chinchón (1777-1823)                |                                                                                      |                                                                                      | María Teresa de Borbón, princesa de la Paz, XV condesa de Chinchón (1780-1828)       | María Teresa de Borbón, princesa de la Paz, XV condesa de Chinchón (1780-1828)       | María Teresa de Borbón, princesa de la Paz, XV condesa de Chinchón (1780-1828) | María Teresa de Borbón, princesa de la Paz, XV condesa de Chinchón (1780-1828) | María Teresa de Borbón, princesa de la Paz, XV condesa de Chinchón (1780-1828) | María Teresa de Borbón, princesa de la Paz, XV condesa de Chinchón (1780-1828) |                                                            |                                                            |                                                            |                                                            |  |  |  |  |  |  |  |  |  |  |  |  |  |  |
| Fernando I de Borbón, duque de Parma (1751-1802) Con sucesión en los duques de Parma. | Fernando I de Borbón, duque de Parma (1751-1802) Con sucesión en los duques de Parma. | Fernando I de Borbón, duque de Parma (1751-1802) Con sucesión en los duques de Parma. | Fernando I de Borbón, duque de Parma (1751-1802) Con sucesión en los duques de Parma. | Fernando I de Borbón, duque de Parma (1751-1802) Con sucesión en los duques de Parma. | Fernando I de Borbón, duque de Parma (1751-1802) Con sucesión en los duques de Parma. |  |  | Luis de Borbón, cardenal y regente, XIV conde de Chinchón (1777-1823) | Luis de Borbón, cardenal y regente, XIV conde de Chinchón (1777-1823) | Luis de Borbón, cardenal y regente, XIV conde de Chinchón (1777-1823) | Luis de Borbón, cardenal y regente, XIV conde de Chinchón (1777-1823) | Luis de Borbón, cardenal y regente, XIV conde de Chinchón (1777-1823)                | Luis de Borbón, cardenal y regente, XIV conde de Chinchón (1777-1823)                |                                                                                      |                                                                                      | María Teresa de Borbón, princesa de la Paz, XV condesa de Chinchón (1780-1828)       | María Teresa de Borbón, princesa de la Paz, XV condesa de Chinchón (1780-1828)       | María Teresa de Borbón, princesa de la Paz, XV condesa de Chinchón (1780-1828) | María Teresa de Borbón, princesa de la Paz, XV condesa de Chinchón (1780-1828) | María Teresa de Borbón, princesa de la Paz, XV condesa de Chinchón (1780-1828) | María Teresa de Borbón, princesa de la Paz, XV condesa de Chinchón (1780-1828) |                                                            |                                                            |                                                            |                                                            |  |  |  |  |  |  |  |  |  |  |  |  |  |  |
|                                                                                       |                                                                                       |                                                                                       |                                                                                       |                                                                                       |                                                                                       |  |  |                                                                       |                                                                       |                                                                       |                                                                       |                                                                                      |                                                                                      |                                                                                      |                                                                                      | Carlota Luisa de Godoy, II duquesa de Sueca, XVI condesa de Chinchón (1800–1886)     |                                                                                      |                                                                                |                                                                                |                                                                                |                                                                                |                                                            |                                                            |                                                            |                                                            |  |  |  |  |  |  |  |  |  |  |  |  |  |  |
|                                                                                       |                                                                                       |                                                                                       |                                                                                       |                                                                                       |                                                                                       |  |  |                                                                       |                                                                       |                                                                       |                                                                       |                                                                                      |                                                                                      |                                                                                      |                                                                                      |                                                                                      |                                                                                      |                                                                                |                                                                                |                                                                                |                                                                                |                                                            |                                                            |                                                            |                                                            |  |  |  |  |  |  |  |  |  |  |  |  |  |  |
|                                                                                       |                                                                                       |                                                                                       |                                                                                       |                                                                                       |                                                                                       |  |  |                                                                       |                                                                       |                                                                       |                                                                       |                                                                                      |                                                                                      |                                                                                      |                                                                                      | Adolfo Rúspoli, II duque de la Alcudia (1822–1914)                                   |                                                                                      |                                                                                |                                                                                |                                                                                |                                                                                |                                                            |                                                            |                                                            |                                                            |  |  |  |  |  |  |  |  |  |  |  |  |  |  |
|                                                                                       |                                                                                       |                                                                                       |                                                                                       |                                                                                       |                                                                                       |  |  |                                                                       |                                                                       |                                                                       |                                                                       |                                                                                      |                                                                                      |                                                                                      |                                                                                      |                                                                                      |                                                                                      |                                                                                |                                                                                |                                                                                |                                                                                |                                                            |                                                            |                                                            |                                                            |  |  |  |  |  |  |  |  |  |  |  |  |  |  |
|                                                                                       |                                                                                       |                                                                                       |                                                                                       |                                                                                       |                                                                                       |  |  |                                                                       |                                                                       |                                                                       |                                                                       |                                                                                      |                                                                                      |                                                                                      |                                                                                      | Carlos Rúspoli, III duque de Sueca, XVII conde de Chinchón (1858–1936)               |                                                                                      |                                                                                |                                                                                |                                                                                |                                                                                |                                                            |                                                            |                                                            |                                                            |  |  |  |  |  |  |  |  |  |  |  |  |  |  |
|                                                                                       |                                                                                       |                                                                                       |                                                                                       |                                                                                       |                                                                                       |  |  |                                                                       |                                                                       |                                                                       |                                                                       |                                                                                      |                                                                                      |                                                                                      |                                                                                      |                                                                                      |                                                                                      |                                                                                |                                                                                |                                                                                |                                                                                |                                                            |                                                            |                                                            |                                                            |  |  |  |  |  |  |  |  |  |  |  |  |  |  |
|                                                                                       |                                                                                       |                                                                                       |                                                                                       |                                                                                       |                                                                                       |  |  |                                                                       |                                                                       |                                                                       |                                                                       |                                                                                      |                                                                                      |                                                                                      |                                                                                      | Carlos Rúspoli, IV duque de Sueca, XVIII conde de Chinchón (1904–1975)               |                                                                                      |                                                                                |                                                                                |                                                                                |                                                                                |                                                            |                                                            |                                                            |                                                            |  |  |  |  |  |  |  |  |  |  |  |  |  |  |
|                                                                                       |                                                                                       |                                                                                       |                                                                                       |                                                                                       |                                                                                       |  |  |                                                                       |                                                                       |                                                                       |                                                                       |                                                                                      |                                                                                      |                                                                                      |                                                                                      |                                                                                      |                                                                                      |                                                                                |                                                                                |                                                                                |                                                                                |                                                            |                                                            |                                                            |                                                            |  |  |  |  |  |  |  |  |  |  |  |  |  |  |
|                                                                                       |                                                                                       |                                                                                       |                                                                                       |                                                                                       |                                                                                       |  |  |                                                                       |                                                                       |                                                                       |                                                                       |                                                                                      |                                                                                      |                                                                                      |                                                                                      |                                                                                      |                                                                                      |                                                                                |                                                                                |                                                                                |                                                                                |                                                            |                                                            |                                                            |                                                            |  |  |  |  |  |  |  |  |  |  |  |  |  |  |
|                                                                                       |                                                                                       |                                                                                       |                                                                                       |                                                                                       |                                                                                       |  |  |                                                                       |                                                                       |                                                                       |                                                                       | Carlos Rúspoli, V duque de Sueca, XIX conde de Chinchón (1932-2016) Sin descendencia | Carlos Rúspoli, V duque de Sueca, XIX conde de Chinchón (1932-2016) Sin descendencia | Carlos Rúspoli, V duque de Sueca, XIX conde de Chinchón (1932-2016) Sin descendencia | Carlos Rúspoli, V duque de Sueca, XIX conde de Chinchón (1932-2016) Sin descendencia | Carlos Rúspoli, V duque de Sueca, XIX conde de Chinchón (1932-2016) Sin descendencia | Carlos Rúspoli, V duque de Sueca, XIX conde de Chinchón (1932-2016) Sin descendencia |                                                                                |                                                                                | Luis Rúspoli, VI marqués de Boadilla del Monte (1933-2011)                     | Luis Rúspoli, VI marqués de Boadilla del Monte (1933-2011)                     | Luis Rúspoli, VI marqués de Boadilla del Monte (1933-2011) | Luis Rúspoli, VI marqués de Boadilla del Monte (1933-2011) | Luis Rúspoli, VI marqués de Boadilla del Monte (1933-2011) | Luis Rúspoli, VI marqués de Boadilla del Monte (1933-2011) |  |  |  |  |  |  |  |  |  |  |  |  |  |  |
|                                                                                       |                                                                                       |                                                                                       |                                                                                       |                                                                                       |                                                                                       |  |  |                                                                       |                                                                       |                                                                       |                                                                       | Carlos Rúspoli, V duque de Sueca, XIX conde de Chinchón (1932-2016) Sin descendencia | Carlos Rúspoli, V duque de Sueca, XIX conde de Chinchón (1932-2016) Sin descendencia | Carlos Rúspoli, V duque de Sueca, XIX conde de Chinchón (1932-2016) Sin descendencia | Carlos Rúspoli, V duque de Sueca, XIX conde de Chinchón (1932-2016) Sin descendencia | Carlos Rúspoli, V duque de Sueca, XIX conde de Chinchón (1932-2016) Sin descendencia | Carlos Rúspoli, V duque de Sueca, XIX conde de Chinchón (1932-2016) Sin descendencia |                                                                                |                                                                                | Luis Rúspoli, VI marqués de Boadilla del Monte (1933-2011)                     | Luis Rúspoli, VI marqués de Boadilla del Monte (1933-2011)                     | Luis Rúspoli, VI marqués de Boadilla del Monte (1933-2011) | Luis Rúspoli, VI marqués de Boadilla del Monte (1933-2011) | Luis Rúspoli, VI marqués de Boadilla del Monte (1933-2011) | Luis Rúspoli, VI marqués de Boadilla del Monte (1933-2011) |  |  |  |  |  |  |  |  |  |  |  |  |  |  |
|                                                                                       |                                                                                       |                                                                                       |                                                                                       |                                                                                       |                                                                                       |  |  |                                                                       |                                                                       |                                                                       |                                                                       |                                                                                      |                                                                                      |                                                                                      |                                                                                      |                                                                                      |                                                                                      |                                                                                |                                                                                | Luis Ruspoli, VI duque de Sueca, XX conde de Chinchón (n. 1963)                |                                                                                |                                                            |                                                            |                                                            |                                                            |  |  |  |  |  |  |  |  |  |  |  |  |  |  |